# إفريقيا
إفريقيا كما تُكتب إفريقيَّة، هي ثاني أكبر قارات العالم من حيث المساحة وعدد السكان، وتأتي في المرتبة الثانية بعد قارة آسيا، تبلغ مساحتها 30.2 مليون كيلومتر مربع (11.7 مليون ميل مربع)، وتتضمن هذه المساحة الجزر المجاورة، وهي تغطي 6% من إجمالي مساحة سطح الأرض، وتشغل 20.4% من إجمالي مساحة اليابسة. يبلغ عدد سكان إفريقيا حوالي 1.2 مليار نسمة (وفقًا لتقديرات 2016)، ويعيشون في 61 إقليمًا، وتبلغ نسبتهم حوالي 14.8% من سكان العالم.
يحد القارة من الشمال البحر المتوسط، وتَحدُها قناة السويس والبحر الأحمر من جهة الشمال الشرقي، بينما يحدها المحيط الهندي من الجنوب الشرقي والشرق، والمحيط الأطلسي من الغرب. بخلاف المنطقة المتنازع عليها من الصحراء الغربية، تضم القارة 54 دولة، بما في ذلك جزيرة مدغشقر وعدة مجموعات من الجزر كالجزر التابعة لدولة جزر القمر، والتي تعدّ ملحقة بالقارة.
ويُنظر إلى قارة إفريقيا، وخاصة وسط شرق إفريقيا، مِن قِبَل الباحثين في المجتمع العلمي على نطاق واسع باعتبارها أصل الوجود البشري، وفيها بدأت شجرة قردة عليا (القردة العليا)، واستدلوا على ذلك من خلال اكتشاف أقدم سلالات القردة ذات الشبه بالإنسان، أشباه البشر (باللاتينية: Hominids) وأسلافهم، والسلالات الأحدث منهم والتي يرجع تاريخها إلى سبعة ملايين سنة تقريبًا، وتتضمن سلالات أناسي الساحل التشادي، والقرد الجنوبي (باللاتينية: Australopithecus africanus) وأسترالوبيثكس أفارنسيس (باللاتينية: Australopithecus afarensis) والإنسان المنتصب (باللاتينية: Homo erectus) والإنسان الماهر (باللاتينية: Homo habilis)، والإنسان العامل (باللاتينية: Homo ergaster) - بالإضافة إلى أقدم سلالات الإنسان (باللاتينية: Homo sapiens) التي اكتشفت في أثيوبيا ويرجع تاريخها إلى 200,000 عام تقريبًا.
ويمر خط الاستواء خلال قارة إفريقيا، وهي تشمل مناطق مناخية متعددة؛ بل هي القارة الوحيدة التي تمتد من المنطقة الشمالية المعتدلة إلى المنطقة الجنوبية المعتدلة.

## أصل كلمة إفريقيا
يطلق اسم أفري على العديد من البشر الذين كانوا يعيشون في شمال إفريقيا بالقرب من قرطاج. ويمكن تعقب أصل الكلمة إلى الفينيقية أفار بمعنى غبار، إلا أن إحدى النظريات أكدت عام  1981 أن الكلمة نشأت من الكلمة الأمازيغية إفري أو إفران، وتعني الكهف، في إشارة إلى سكان الكهوف. ويشير اسم إفريقيا أو إفري  أو أفير إلى قبيلة بنو يفرن الأمازيغية التي تعيش في المساحة ما بين الجزائر وطرابلس (قبيلة يفرن الأمازيغية).
وقد أصبحت قرطاج في العصر الروماني عاصمة إقليم إفريقيا، الذي كان يضم الجزء الساحلي المعروف اليوم بليبيا. أما الجزء الأخير من الكلمة «-قا» فهو مقطع يلحق بآخر الكلمات الرومانية، ويعني «بلد أو أرض». ومما حافظ على الاسم في أحد أشكاله أيضًا، إطلاقه على مملكة إفريقيا الإسلامية التي نشأت في وقت لاحق، تونس حاليًا.

### أصول أخرى مفترضة لإسم «إفريقيا» القديم
- إفريقيس بن ذي المنار وهو أحد أشهر الملوك التبابعة اليمنيين القدماء وهو الذي سميت قارة إفريقيا باسمه وهو والد الملك شمر يهرعش
- في القرن الأول، أكد المؤرخ اليهودي فلافيوس يوسفوس في (Ant. 1.15) أن الاسم كان لإيفير، أحد أحفاد إبراهيم العهد القديم «التوراة» 25:4، وقد إدعى المؤرخ أن أحفاد إفير قد غزوا ليبيا.
- وقد ذٌكرت الكلمة اللاتينية أبريكا بمعنى «مشمس» في كتاب الأصول لإيزيدور إشبيلية الجزء الرابع 5.2.
- الكلمة اليونانية أفريكا وهي تعني «بلا برودة». وهذا ما رجحه المؤرخ ليون الإفريقي (1488- 1554)، الذي رجح أن التسمية جاءت من الكلمة اليونانية فيريك (φρίκη، والتي تعني البرودة والرعب) مضافًا إليها المقطع الذي يعبر عن النفي "-a" وهو يلحق بأول الكلمة في إشارة إلى أرض خالية من البرودة والرعب.
- وقد رجح ماسي في 1881 أن أصل الكلمة مستمد من الكَلمة المصرية أف-رويـ-كا، وهذا يعدّ انتقالًا بالمعنى إلى فتح الـ «كا». أما الـ«كا» فهي تعني القوة المضاعفة لكل إنسان، وتشير فتح الـ «كا» إلى الرحم أو مكان الميلاد. فإفريقيا كانت بالنسبة للمصريين هي «أرض الميلاد» أو «الوطن الأم».[14]

ويذكر أن الاسم الإيرلندي المؤنث أيفريك، عند نطقه باللكنة الإنجليزية ينطق أفريكا، إلا أن الاسم المذكور لا علاقة له بالاسم ذا الميزة الجغرافية.

## التاريخ

### العصر الحجري القديم

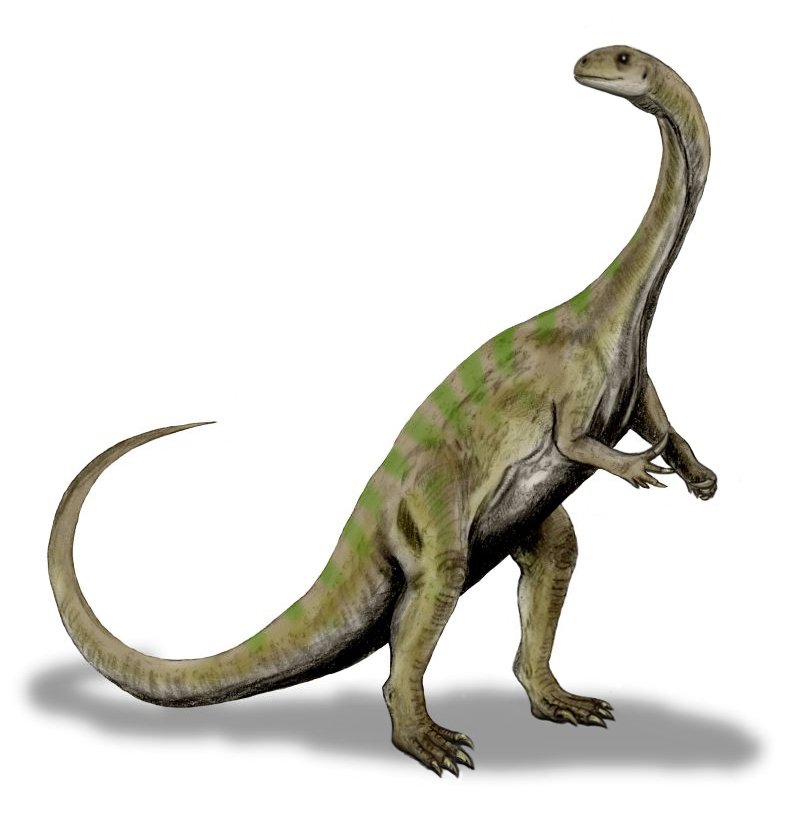
بروصوروبود ميسوسبونديلوس الإفريقي The African prosauropod Massospondylus

في بداية حقب العصر الوسيط، كانت قارة إفريقيا تشكل مع قارات الأرض الأخرى «قارة بانجايا» أو «بنجوانا» (قارة عظمى كانت موجودة قديمًا) Pangaea. وقد شاركت قارة إفريقيا هذه القارة العظمى نسبيًا في مجموعة الحيوانات الموحدة التي كانت تعيش في تلك الحقبة الزمنية، والتي تسيطر عليها حيوانات من فئة ديناصورات الثيروبودا، وديناصورات prosauropods، وفئة الديناصورات البدائية ornithischian، وذلك بحلول نهاية الحقبة الترياسية. وقد وُجدت حفريات تنتمي إلى أواخر الحقبة الترياسية في جميع أنحاء إفريقيا، إلا أنها أكثر شيوعًا في الجنوب والشمال. ويعدّ ظهور علامات الانقراض من الأحداث أن أطوار الحياة في إفريقيا خلال هذه الحقبة زمنية لم يتم دراستها دراسة وافية.
تعدُّ الطبقات المنتمية إلى أوائل الحقبة الجوراسية موزعة بطريقة مشابهة لطبقات أواخر الحقبة التريسسية، بالإضافة إلى النتوءات الأكثر شيوعًا في الجنوب، والطبقات المتحجرة الأقل شيوعًا، والتي تسود من خلال مسارات متجه نحو الشمال. وبمرور الوقت خلال الحقبة الجوراسية، تكاثرت في إفريقيا مجموعات كبيرة ومميزة من الديناصورات مثل السواروبودات والأورنيثوبودات. لم يتم تمثيل الطبقات التي تنتمي للحقبة الجوراسية الوسطى في إفريقيا أو دراستها دراسة وافية. كما أن تمثيل طبقات الحقبة الجوراسية المتأخرة أيضًا جاء ضعيفًا بصرف النظر عن مجموعة حيوانات التندجورو المذهلة في تنزانيا. وتتشابه حياة حيوان التندجورو في أواخر الحقبة الجوراسية مع التندجورو الذي تم اكتشافه في تشكيل موريسون في الشمال الغربي من أمريكا.

وقد انفصلت جزيرة مدغشقر عن إفريقيا في منتصف الحقبة الوسيطة منذ حوالي 150 -160 مليون سنة، إلا أنها بقيت مرتبطة بالهند وباقي اليابسة في قارة جوندوانان. وتشمل مدغشقر حفريات لحيوانات الأبلصورات، والتيتنصورات. ثم وقت لاحق، في بداية العصر الطباشيري،

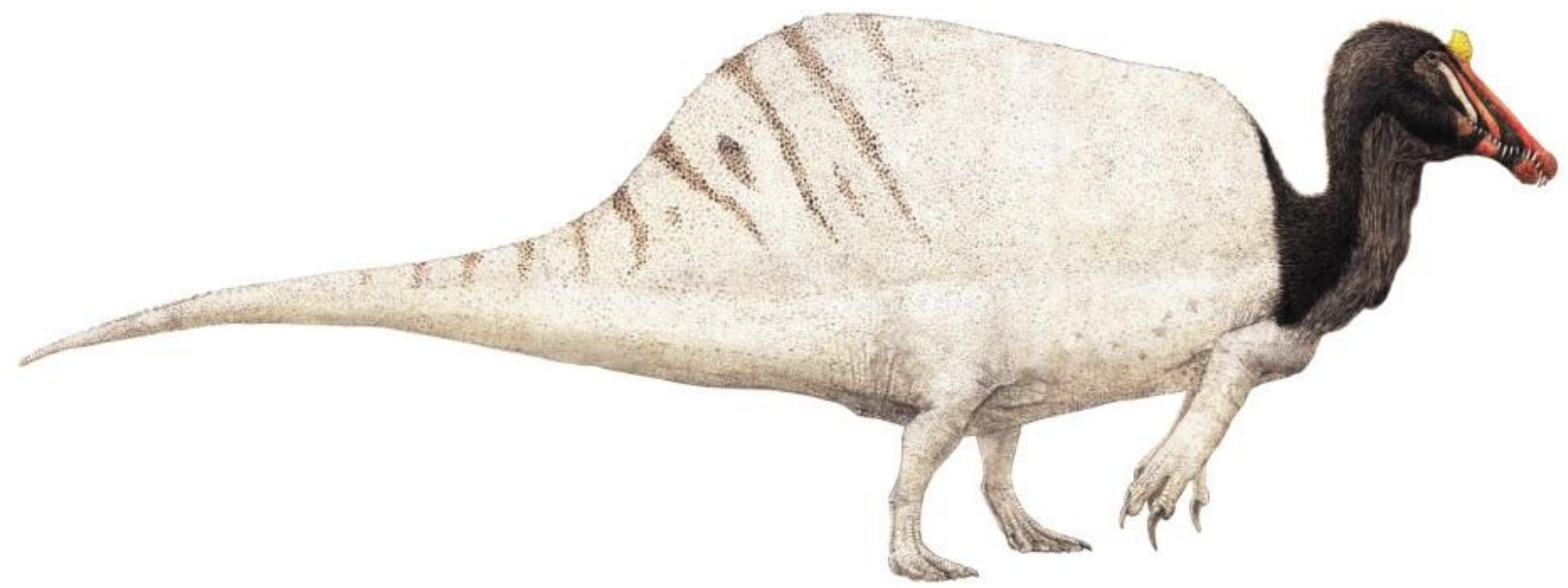
ثروبود سبينصوروس الإفريقية theropod Spinosaurus هي أكبر الديناصورات آكلة اللحوم المعروفة.

 إنفصلت اليابسة التي تضم مدغشقر {والهند عن باقي قارة جوندوانان. وبحلول نهاية العصر الطباشيري، انقسمت مدغشقر عن الهند بشكل دائم ومستمر إلى أن وصلت إلى تكويناتها الحالية.
على النقيض من مدغشقر، ظلت المساحة الأساسية لإفريقيا مستقرة في موقعها بشكل نسبي خلال الحقبة الوسيطة. على الرغم من استقرار الموقع، إلا أن ثمة تغييرات كبيرة حدثت في ترابطها مع أجزاء اليابسة الأخرى، حيث أن الأجزاء الباقية من قارة بانجيا كانت آخذه في التفكك. وبحلول بداية الحقبة الأخيرة من العصر الطباشيري، انفصلت أمريكا الجنوبية عن إفريقيا، مما أدى إلى اكتمال النصف الجنوبي من المحيط الأطلنطي. وكان لهذا الحدث تأثيرًا كبيرًا على المناخ العالمي، بفعل تغير مسارات تيارات المحيط.
وفي أثناء العصر الطباشيري كانت إفريقيا مأهولة بالألوصورويدات والسبينوصوريدات، بما فيها الديناصورات الكبرى آكلة اللحوم. أما التيتنوصورات فهي من الحيوانات آكلة العشب في النظام البيئي القديم. وتعدّ المواقع التي تنتمي إلى العصر الطباشيري أكثر شيوعًا من المواقع التي تنتمي إلى الحقبة الجوراسية، إلا أنها لا يمكن تحديد تواريخها بواسطة المقاييس التي تعمل بأشعة الراديو، مما يجعل أمر تحديد العصور التي ترجع إليها هذه المواقع صعبًا. يقول لويس جاكوب الباحث في علم الإنسان القديم وتطوره، والذي قضى وقتا في القيام بالعمل الميداني في ملاوي، أن الطبقات الإفريقية «تحتاج إلى المزيد من العمل الميداني»، وسوف يثبت أنها «... أرضًا خصبة لاكتشاف».

### ما قبل التاريخ

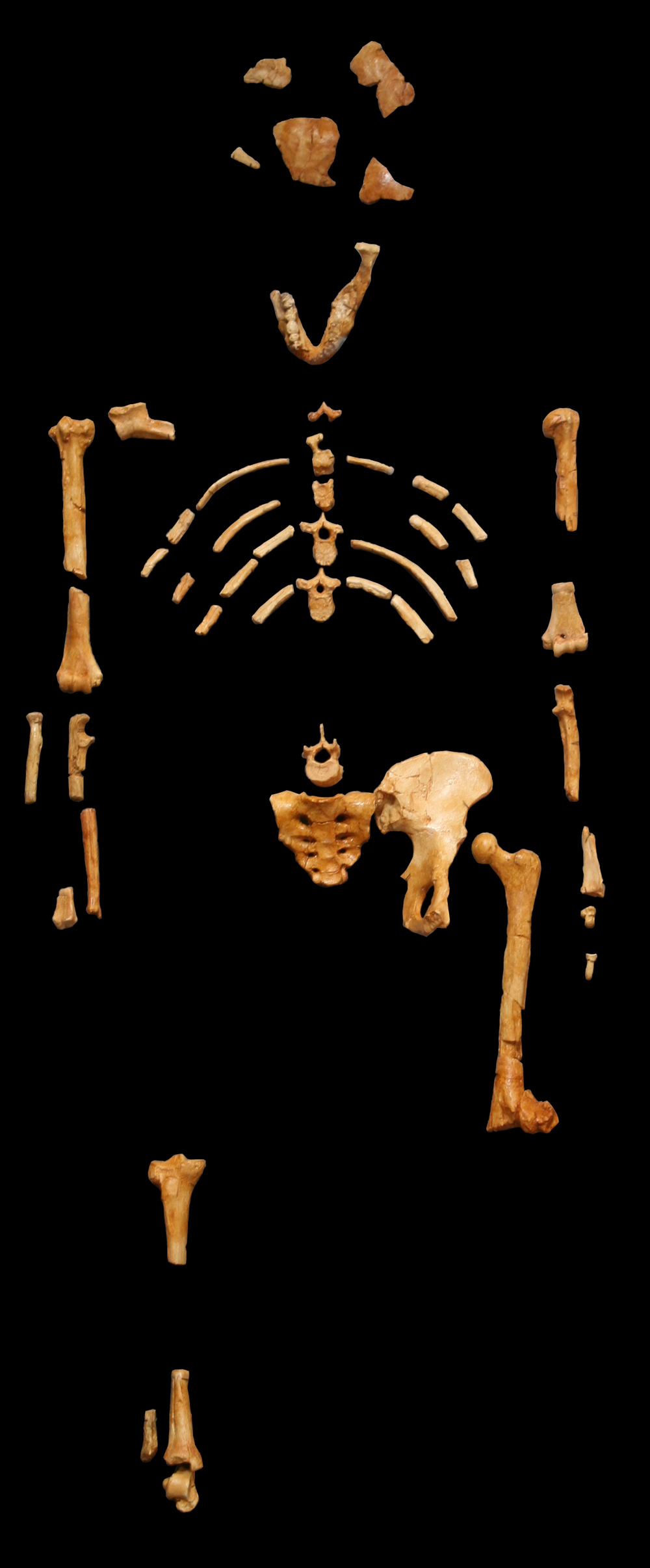
لوسي ،هيكل عظمي لحيوان أسترالوبيثيكوس أفارنيسيس تم اكتشافه في 24 نوفمبر عام 1974 في وادي أواش في مجاهل أفار في أثيوبيا

ويعدّ معظم الباحثين في علم الإنسان القديم وتطوره أن إفريقيا أقدم المناطق المأهولة بالسكان على وجه الأرض، حيث كان يسكنها أنواعًا بشرية منشأها القارة. وقد اكتشف الباحثون في علم الإنسان، في منتصف القرن العشرين، العديد من الحفريات والأدلة على الوجود البشري ربما منذ سبعة ملايين سنة. وقد تم اكتشاف بعض الحفريات لأنواع يعتقد أنها لسلالات من القردة العليا الشبيهه بالإنسان، حيث يعتقدون أنها تطورت إلى الإنسان الحديث، مثل الأسترالوبيثكس أفرينسيس (وتم تقدير التاريخ الذي يرجع إليه بمقاييس أشعة الراديو إلى 3,9 - 3,0 مليون سنة قبل الميلاد)  والبارنثروبوس بويسي (حوالي2,3-1,4 مليون سنة قبل الميلاد)، وهومو إيرجستر (حوالي1,9 مليون - 600,000 سنة قبل الميلاد).
طوال الفترة التي عاشتها البشرية ما قبل التاريخ، لم يكن يقطن إفريقيا (مثلها مثل القارات الأخرى) أي أمة ذات استقرار، وإنما كان يسكنها جماعات من الصيادين مثل خوي وسان.
وبانتهاء العصر الجليدي، (تقريبًا 10,500 سنة قبل الميلاد) كانت الصحراء قد تحولت مرة أخرى لتكون وادي أخضر خصب، وعاد السكان الأفارقة من المرتفعات الداخلية والساحلية إلى جنوب الصحراء الكبرى في إفريقيا. وبالرغم من ذلك، فإن المناخ الدافئ والجاف يعطي انطباعًا بأنه بحلول عام 5000 قبل الميلاد أصبحت المنطقة الصحراوية جافة وغير مناسبة للعيش فيها بشكل متزايد. مما أدى إلى هجرة السكان من المنطقة الصحراوية إلى وادي النيل أسفل الشلال الثاني حيث قاموا بتكوين مستوطنات دائمة وشبه دائمة تبين علي ذلك الممالك النوبية والمروية والفرعونية التي كانت موجودة. وقد حدث آنذاك ركود مناخي كبير، أدى إلى تقليل سقوط الأمطار الغزيرة والمستمرة على وسط وشرق إفريقيا. منذ ذلك الوقت سادت ظروف الجفاف في شرق إفريقيا، وعلى نحو متزايد خلال الـ 200 سنة الأخيرة، في إثيوبيا.
وقد ساعدت تربية الماشية في إفريقيا على الزراعة، وفيما يبدو أنها تواجدت جنبًا إلى جنب مع الحضارات التي قامت على الصيد. ومن المذهل أن الأبقار كانت مُستأنسة وكانت تتم تربيتها في شمال إفريقيا منذ عام 6000 قبل الميلاد. وفي بيئة صحراء وادي النيل المركبة، قام السكان باستئناس العديد من الحيوانات، بما في ذلك حمار التحميل، والماعز الصغير ذا القرن والذي كان شائع الانتشار في المنطقة من الجزائر إلى النوبة.
وفي عام 4000 قبل الميلاد أصبح مناخ الصحراء أكثر جفافًا، وتم ذلك على نحو سريع للغاية. وقد أدى هذا التغير المناخي إلى تقلص البحيرات والأنهار بشكل كبير، وأدى ذلك زيادة ظاهرة التصحر. وهذا، بدوره، أدى إلى انخفاض مساحة الأراضي المستوطنة، وساعد على الهجرة الجماعات التي كانت تعيش على الزراعة إلى المناطق المناخ الأكثر استوائية في غرب إفريقيا.
وبحلول الألفية الأولى قبل الميلاد، كانت أعمال الحدادة قد اُستحدثت في شمال إفريقيا وانتشرت بشكل سريع عبر الصحراء إلى المناطق الشمالية من صحراء جنوب إفريقيا، وبحلول عام 500 قبل الميلاد بدأ تصنيع المعادن أمرًا شائعًا في غرب إفريقيا. وبحلول عام 500 قبل الميلاد تقريبًا كانت أعمال الحدادة قد استقرت بشكل كامل في العديد من مناطق شرق وغرب إفريقيا، بالرغم من أن أعمال الحدادة لم تكن قد بدأت في مناطق أخرى حتى القرون الميلادية الأولى. وقد تم اكتشاف أواني وأغراض نحاسية من مصر، وشمال إفريقيا، والنوبة، وأثيوبيا، والتي يرجع تاريخها إلى 500 عام قبل الميلاد تقريبًا، مما يعزز فكرة تواجد شبكات تجارة عبر الصحراء آنذاك.

### أوائل الحضارات

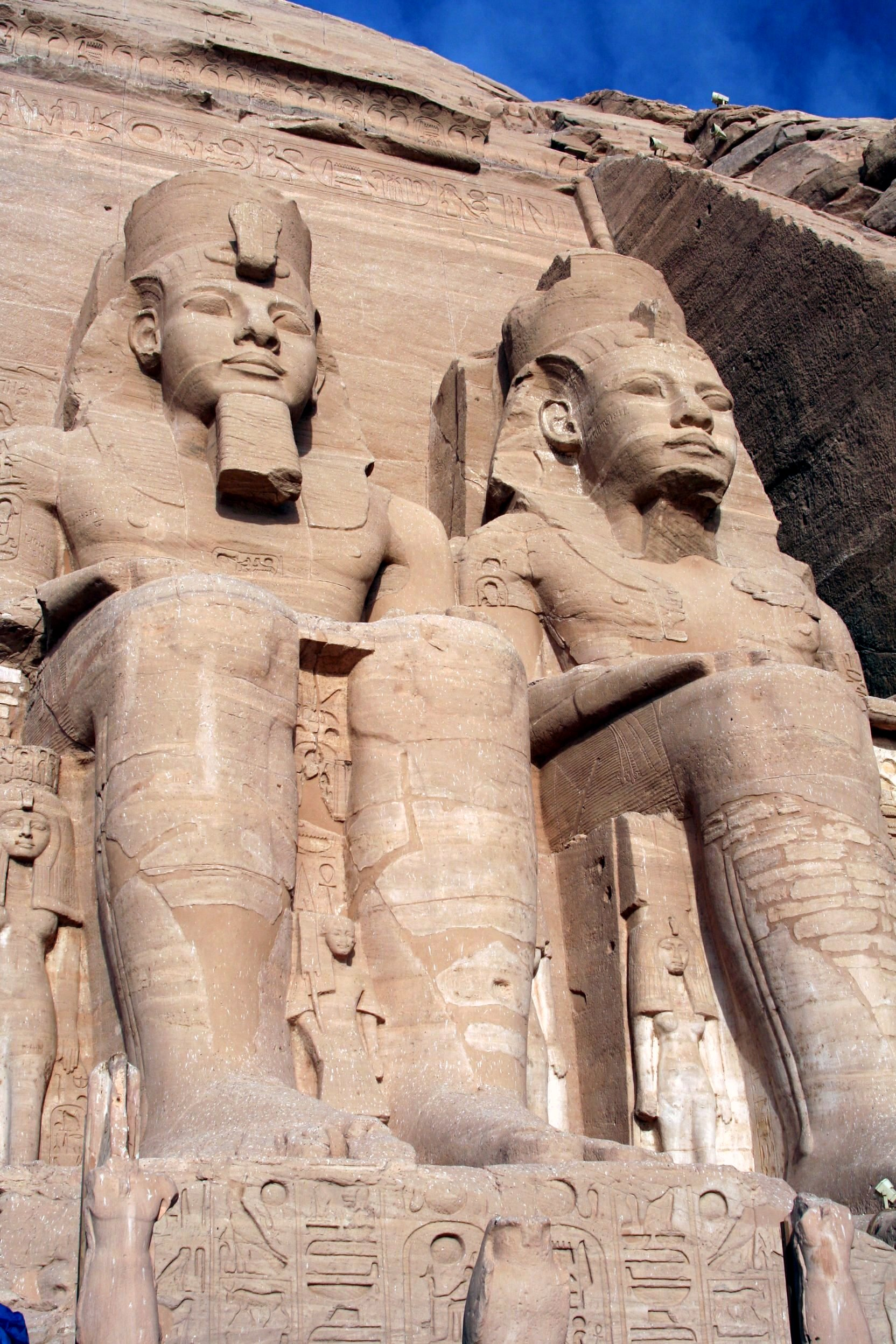
تماثيل ضخمة لرمسيس الثاني في أبو سمبل، مصر، يرجع تاريخها إلى 1244 قبل الميلاد.

بدأت كتابة أولى صفحات سجل التاريخ، منذ 3300 قبل الميلاد تقريبًا في شمال إفريقيا ببزوغ نجم الحضارة الفرعونية في مصر القديمة. وهي تعد واحدة من أقدم وأطول الحضارات بقاءً. فقد كان للحضارة المصرية تأثيرًا على المناطق الأخرى بمستويات متفاوتة حتى عام 343 قبل الميلاد. فقد وصل تأثير الحضارة المصرية غربًا إلى «ليبيا حاليًا»، ووصل إلى كريت وكنعان شمالًا، ومملكة أكسوم والنوبة جنوبًا. وقد تكٌّون مركز مستقل للحضارة يتمتع بعلاقات تجارية مع فينيقيا في قرطاج على الساحل الشمالي الغربي لإفريقيا.
وقد بدأ الإستكشاف الأوروبي لإفريقيا من خلال الحضارات الرومانية واليونانية القديمة. وفي عام 332 قبل الميلاد رحبت مصر بالإسكندر الأكبر باعتباره محرر مصر من الإحتلال الفارسي على مصر. وقد أسس الإسكندرية في مصر، والتي أصبحت عاصمة مزدهرة لسلالة البطالمة الحاكمة بعد وفاته. وعقب احتلال الإمبراطورية الرومانية للمناطق المطلة على البحر المتوسط في شمال إفريقيا، أصبحت المنطقة خاضعة اقتصاديًا وثقافيًا للنظام الروماني. وقد احتل الإستيطان الروماني المنطقة التي تغطي تونس حاليًا وأَماكن أخرى بطول الساحل. وقد انتشرت المسيحية عبر هذه المناطق من فلسطين عن طريق مصر، حتى تخطت حدود الدولة الرومانية جنوبًا إلى النوبة (الحضارة النوبية تمثل حاليًا المناطق الجنوبية لمصر والشمالية للسودان)، واستطاعت أن تصل إلى أثيوبيا بحلول القرن السادس الميلادي.
وفي أوائل القرن السابع الميلادي، إتسعت الخلافة العربية الإسلامية حتى وصلت إلى مصر، ثُم تابعت حتى وصلت إلى شمال إفريقيا. وفي وقت قصير، استطاعت النخبة المحلية من الأمازيغ الاندماج مع القبائل العربية المُسلمة. عندما سقطت دمشق عاصمة الأمويين في القرن الثامن الميلادي، انتقل مركز الحضارة الإسلامية في حوض البحر المتوسط من سوريا إلى القيروان في شمال إفريقيا. وقد إتسمت الدولة الإسلامية في شمال إفريقيا بالتنوع، فهي مركز للصوفيين، والعلماء، والفقهاء، والفلاسفة. وخلال هذه الفترة المذكورة آنفًا، انتشر الإسلام في صحراء جنوب إفريقيا، من خلال طرق التجارة والهجرة بشكل أساسي.

### من القرن التاسع وحتى القرن الثامن عشر

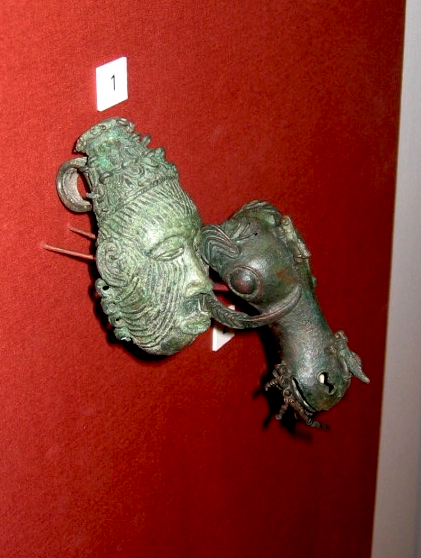
مصنوعات برونزية من القرن التاسع من مدينة إجبو في إجبو أوكوا، حاليا في المتحف البريطاني ([67

كانت إفريقيا في فترة ما قبل الاستعمار تتضمن العديد من الدول والحكومات المختلفة التي وصل عددها إلى 10,000 دولة وحكومة، يتميزون من خلال العديد من المؤسسات والأنظمة السياسية المختلفة. وتشمل هذه الأنظمة نظام مجموعات العائلة الصغيرة للصيادين، مثل السان في جنوب إفريقيا؛ ومجموعات أكبر، وهي مجموعات أكثر تنظيمًا مثل عشيرة المتحدثين بلغة البانتو في وسط وجنوب إفريقيا، ومجموعات العشائر الأكثر تنظيمًا في منطقة القرن الإفريقي، الممالك الساحلية الكبرى، ومدن وممالك تقوم على نظام الحكم الذاتي مثل عشيرة يوروبا وأفراد عشيرة إجبو (وتنطق خطأ إبو) في غرب إفريقيا، ومدن «السواحلي» للتجارة الساحلية في شرق إفريقيا.
بحلول القرن التاسع الميلادي تمددت إحدى الأسر الحاكمة، وهي تتضمن بدايات نظام الهوسا الحاكم وانتشرت في مناطق السافانا جنوب الصحراء الكبرى من المناطق الغربية إلى وسط السودان. وكانت غانا وجاو وإمبراطولاية كنيم بورنو أقوى هذه الدول. ثم ضَعُفت غانا في القرن الحادي عشر، إلا أنها نَجحت بمساعدة إمبراطورية مالي التي دعمت الكثير من مناطق غرب السودان في القرن الثالث عشر الميلادي. واستقبلت كنيم الإسلام في القرن الحادي عشر.
وقد استطاعت بعض الممالك المستقلة في مناطق الغابات الواقعة على الساحل الغربي من إفريقيا أن تنمو وتتطور تحت تأثير ضئيل من الشمال المسلم. وقد تأسست مملكة نري من عشيرة إجبو في القرن التاسع تقريبًا، حيث كانت واحدة من أولى الممالك التي تأسست، كما أنها واحدة من أقدم الممالك التي قطنت المنطقة التي تعرف اليوم بنيجيريا، وكان يحكمها "إيز نري" (أو حاكم نري). وتشتهر مملكة نري بمقتنياتها البرونزية المتقنة، التي وجدت في مدينة إجبو أوكوا وتعود هذه المقتنيات البرونزية إلى القرن التاسع الميلادي.
وتعدّ إيف تاريخيًا هي أولى دول أو ممالك اليوربا هذه، وقد تأسست حكومتها تحت قيادة أوبا المقدس (و أوبا كلمة تعني «ملك» أو «حاكم» بلغة اليوربا)، ويطلق عليه أوني إيف. ومن الملاحَظ أن إيف تُعتبر أَحد المراكز الثقافية والدينية الكبرى في إفريقيا، وهي تشتهر بنحت وتشكيل البرونز وهو تقليد طبيعي فريد. أما نموذج الحكم في إيف فهو نظام "أويو"، ويطلق على ملوكه أو حكامه «ألافينز أويو» بمجرد أن يقوموا بحكم عدد كبير من المدن أو الممالك الأخرى التي تنتمي لعشيرة اليوربا أو التي لا تنتمي لتلك العشيرة. وتعدّ مملكة داهومي الفونية هي إحدى الممالك التي لا تنتمي لليوربا ويحكمها نظام «أويو»
أما المرابطين، فهي إحدى سلالات الأمازيغ الحاكمة القادمة من الصحراء، وقد بلغ انتشارها نطاق واسع في شمال غرب إفريقيا وشبه الجزيرة الإيبيرية خلال القرن الحادي عشر. ويعدّ بنو هلال وبنو معقل جماعة من قبائل العرب البدو من شبه الجزيرة العربية الذين هاجروا غربًا عبر مصر في الفترة ما بين القرن الحادي عشر والثالث عشر. وقد أدت هجرتهم إلى حدوث اندماج بين الأمازيغ والعرب، ففي حين تم تعريب السكان المحليين (الأمازيغ)، استطاعت الحضارة العربية أن تتشرب بعض عناصر الحضارة المحلية، في إطار الهيكل الموحد للإسلام.

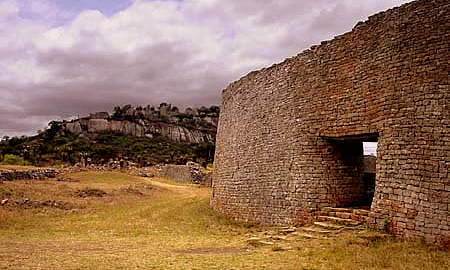
آثار زيمبابوي العظمى (القرن الحادي عشر - القرن الرابع عشر)

بعد انهيار مالي، استطاع أحد القادة المحليين، وهو يدعى سٌنِّي على (1464 - 1492) أن يقوم بتكوين إمبراطورية سونغاي في وسط النيجر وغرب السودان، وسيطر على التجارة عبر الصحراء. استولى علي تمبكتو في 1468 وجين في عام 1473، وقام بتأسيس نظامه على عائدات التجارة، بالإضافة إلى تعاون التجار العرب. وقام خليفته أسكيا محمد (1493 - 1528) بجعل الإسلام هو الدين الرسمي، وقام ببناء المساجد، جلب العلماء إلى غاو بما فيهم الماغيلي (المتوفي عام 1504) وهو واضع إحدى الدراسات السودانية الإفريقية الإسلامية تقليدية الهامة. وبحلول القرن الحادي عشرن كانت بعض دول الهوسا قد تطورت، ومنها كانو، وجيجاوا، وكاتسينا، وجوبير، وأصبحت مدنًا قادرة على الانخراط في التجارة، وخدمة القوافل، وتصنيع البضائع. حتى القرن الخامس عشر كانت هذه الدول الصغيرة دولًا على هامش الإمبراطوريات السودانية الكبرى، يقومون بدفع الضرائب إلى سونغاي عن الغرب، وإلى كنيم - بورنو عن الشرق.

### ارتفاع معدل تجارة الرقيق

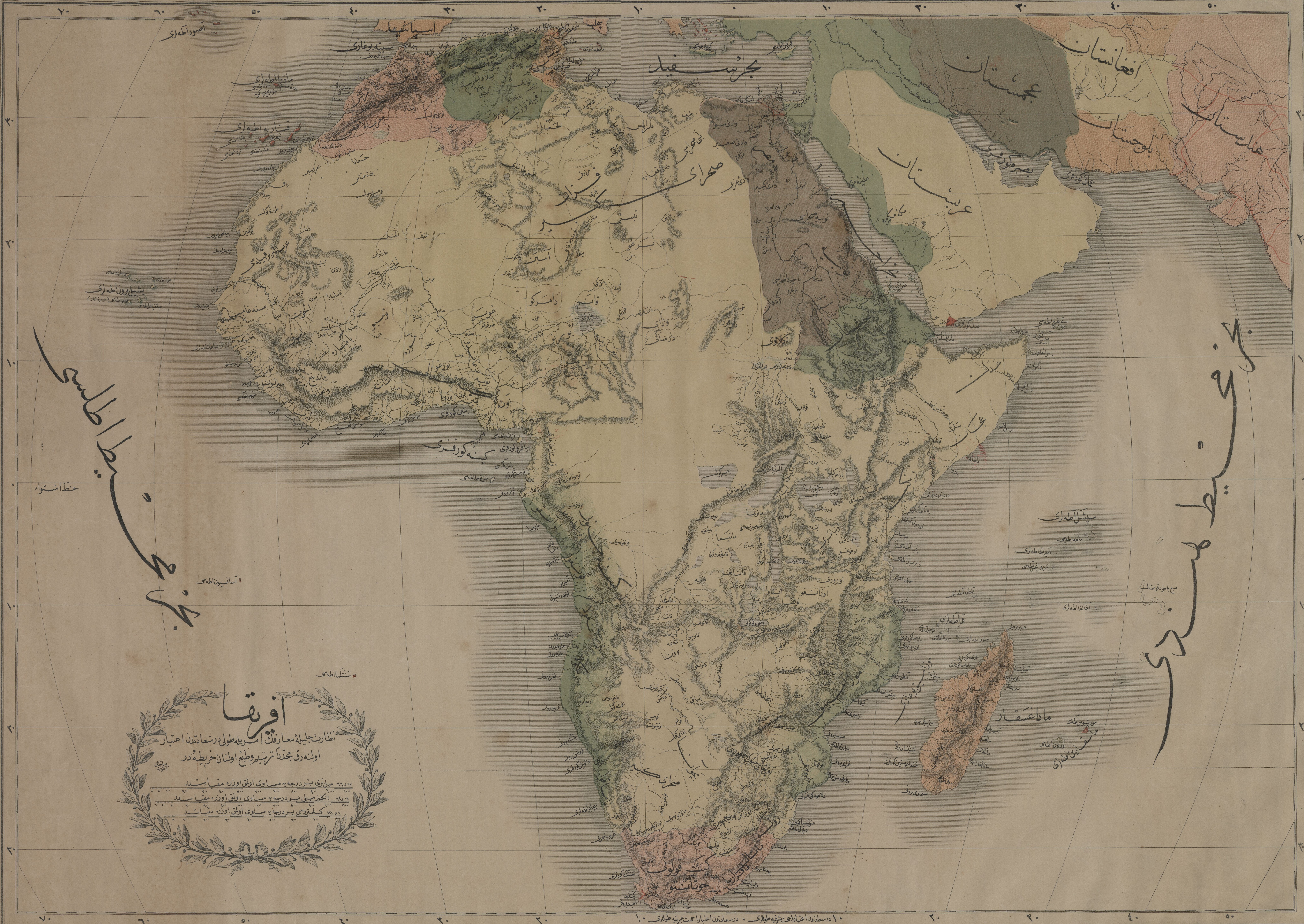
خريطوة بالتُركيَّة العُثمانيَّة لإفريقيا خلال أواخر القرن التاسع عشر

كان الرق يمارس في إفريقيا، كغيرها من مناطق الأخرى من العالم على مدار التاريخ المسجل. ففي الفترة ما بين القرن السابع والقرن العشرين، قامت التجارة العربية لبيع الرقيق (وتعرف أيضًا بالرق في الشرق) بجلب 18 مليون من الرقيق من إفريقيا عبر الصحراء والمحيط الهندي. وفي الفترة ما بين القرن الخامس عشر والقرن التاسع عشر، قامت تجارة الرقيق عبر الأطلسي بجلب من سبعة إلى اثني عشر مليون من العبيد إلى العالم الجديد.
وقد أدى انخفاض تجارة الرقيق عبر الأطلسي في العشرينات من القرن التاسع عشر إلى تحولات اقتصادية كبيرة في أنظمة الحكم المحلية في غرب إفريقيا. وقد حدث انحسار تدريجي لتجارة الرقيق، بسبب نقص الطلب على الرقيق في العالم الجديد، وزيادة مكافحة القوانين المناهضة للرق في أوروبا وأمريكا، وزيادة تواجد البحرية الملكية البريطانية قبالة سواحل إفريقيا الغربية، اَلزَم الدول الإفريقية بالاعتماد على مصادر اقتصادية أخرى. وبين عامي 1808 و1860، ضَبطت فرق البحرية البريطانية في غرب إفريقيا حوالي 1,600 سفينة تعج بالرقيق، وقامت بتحرير 150,000 من الأفارقة الذين كانوا على متنها. أيضًا كان هناك حركة ضد الزعماء الأفارقة الذين رَفضوا الموافقة على المعاهدات البريطانية لحظر تجارة الرقيق، على سبيل المثال ضد «نزع سلطة ملك لاغوس»، المخلوع عام 1851. وقد تم توقيع المعاهدات مكافحة الرق مع ما يزيد عن 50 من الحُكام الأفارقة. وقد اعتمدت بعض القوى الكبرى في غرب إفريقيا: أسانتي كونفدرالية، مملكة داهومي، وإمبراطورية أويو، وسائل مختلفة للتكيف مع هذا التحول. ففي حين ركزت أسانتي وداهومي على تطوير «التجارة المشروعة» في شكل زيت النخيل، والكاكاو، والأخشاب، والذهب، والتي تشكل الأساس المتين لتجارة التصدير الحديثة في غرب إفريقيا. بينما لم تكن إمبراطورية أويو قادرة على التكيف، وانهارت في الحروب الأهلية.

### الاستعمار و«التزاحم على إفريقيا»

المزاعم الإقليمية الأوروبية على القارة الإفريقية في عام 1914

في أواخر القرن التاسع عشر، اشتركت القوى الإمبريالية في حملة تزاحم كبرى وقامت باحتلال معظم القارة، وتحويل العديد من الدول إلى دول محتلة، ولم يتركوا سوى دولتين مستقلتين فقط: ليبيريا، وهي دولة مستقلة نسبيًا تم تسوية أوضاعها من خلال الأمريكيين من أصول إفريقية؛ وأثيوبيا المسيحية الأرثوذكسية (المعروف لدى الأوروبيين بـ«الحبشة»). وقد استمر الحكم الاستعماري من قبل الأوروبيين حتى بعد انتهاء الحرب العالمية الثانية، عندما حصلت كافة الدول المحتلة تدريجيًا على الإستقلالها الرَسمي.
وقد اكتسبت حركات الاستقلال في إفريقيا زخمًا في أعقاب الحرب العالمية الثانية، مما أدى إلى إضعاف القوى الأوروبية الكبرى. وفي عام 1951، حصلت ليبيا، المستعمرة الإيطالية السابقة، على استقلالها. في عام 1956 ، حصلت كلٌ من تونس والمغرب على استقلالهما عن فرنسا وفي نفس العام حصل السودان على إستقلاله من المملكة المتحدة. وتبعتهما غانا في العام التالي لتصبح أول دولة مستعمرة من جنوب الصحراء الكبرى في إفريقيا تحصل على إستقلالها. بينما حصلت معظم بقية دول القارة على استقلالها على مدى العقد التالي، وحصلت عليه في معظم الأحيان عن طريق الوسائل السلمية نسبيًا، إلا أنه لم يتحقق في بعض البلدان، ولا سيما مصر والجزائر، إلا بعد صراع عنيف. على الرغم من أن جنوب إفريقيا كانت من أوائل الدول الإفريقية حصولًا على الاستقلال، فقد ظلت تحت حكم المستوطنين البيض وحتى عام 1994، فيما يعرف باتفاقية الفصل العنصري.

### إفريقيا ما بعد الاستعمار

تواريخ استقلال بعض الدول الإفريقية

وتتضمن إفريقيا اليوم 54 دولة مستقلة وذات سيادة، ومعظم هذه الدول لا تزال على الحدود الموضوعة منذ فترة الاحتلال. وتعاني الدول الإفريقية كثيرًا منذ فترة الاستعمار من عدم الاستقرار والفساد والعنف والتسلط. وتعدّ الغالبية العظمى من الدول الإفريقية جمهوريات تعمل وفقًا لشكل معين من أشكال النظام الرئاسي للحكم. وبالرغم من ذلك فقد تمكنت قلة منهم من الحفاظ على أنظمة الحكم التي تدعمها الديموقراطية، إلا أن كثيرًا منها تدور في رحى سلسلة من الإنقلابات، محدثة ديكتاتورية عسكرية. وهناك عدد من قادة إفريقيا ما بعد الاستعمار، كانوا من القادة العسكريين، ولذا فقد حصلوا على تعليم ضعيف، ويجهلون مسائل الحكم. ومع ذلك، فإن قدرًا كبيرًا من عدم الإستقرار، جاء بشكل أساسي نتيجة لتهميش المجموعات العرقية الأخرى، والكسب غير المشروع في ظل هذه القيادات. ويلجأ العديد من الزعماء إلى الصراعات العرقية التي تفاقمت، أو نشأت خلال فترات الحكم الاستعماري. وذلك لتحقيق مكاسب سياسية في العديد من البلدان، كان يُنظر إلى الجيش باعتباره الفئة الوحيدة التي يمكن أن تعمل بشكل فعال في الحفاظ على النظام، وقد حكمت العديد من الدول في إفريقيا خلال فترة السبعينات وأوائل الثمانينات. وخلال الفترة الممتدة من أوائل الستينات وحتى أواخر الثمانينات، حدث أكثر من 70 انقلاب و13 اغتيال رئاسي. كما أن النزاعات الإقليمية، والنزاعات على الحدود تعد من الأمور الشائعة، والتي فرضها استعمار الأوروبي على الحدود المتنازع عليها في العديد من الدول من خلال الصراعات المسلحة.
وقد لعبت صراعات الحرب الباردة بين الولايات المتحدة والاتحاد السوفياتي، وكذلك سياسات صندوق النقد الدولي دورًا في عدم الإستقرار. فعندما حصلت البلاد على إستقلالها للمرة الأولى، كان من المتوقع على الأغلب أن تتماشى مع إحدى القوتين العظمتين.حيث تلقت العديد من البلدان في شمال إفريقيا المساعدات العسكرية السوفياتية، في حين حصلت العديد من دول وسط وجنوب إفريقيا على دعم من الولايات المتحدة أو فرنسا أو من كليهما. وقد شهد الأمر تصعيدًا خلال السبعينات من القرن الماضي، فقد إتفقت كلٌ من أنغولا المستقلة حديثًا وموزمبيق مع الاتحاد السوفياتي، في حين سعت دول غرب وجنوب إفريقيا لاحتواء النفوذ السوفياتي عن طريق تمويل حركات التمرد. كانت هناك مجاعة كبيرة في إثيوبيا، حيث يوجد مئات الآلاف من البشر جوعى. وزعم البعض أن الماركسين والسياسات السوفيتية قد زادت الأمر سوءًا.
وقد حدث أكثر الصراعات العسكرية تدميرًا في إفريقيا المستقلة الحديثة خلال حرب الكونغو الثانية. بحلول عام 2008، كان هذا الصراع وتوابعه قد تسببوا في مقتل 5,4 مليون نسمة. منذ عام 2003 كانت هناك صراعات جارية في دارفور التي أصبح كارثة إنسانية. ويعدّ الإيدز (مرض نقص المناعة المكتسبة) من الأمور الشائعة أيضًا في إفريقيا ما بعد الاستعمار.

## الجغرافيا

صورة مركبة لإفريقيا (وسط) مع أمريكا الشمالية (على اليسار) وأوراسيا (اليمين) لتوسيع نطاق

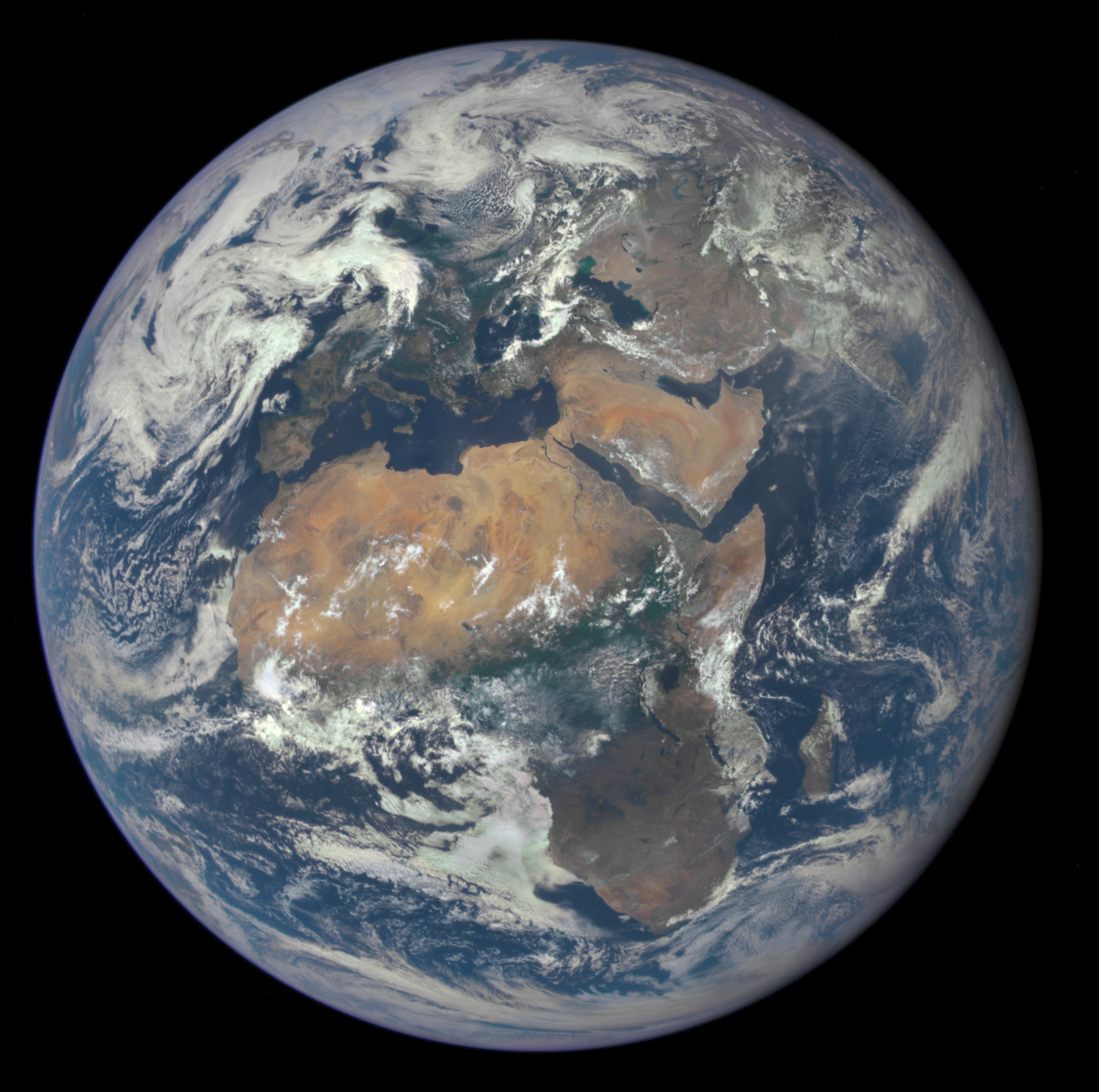
صورة من القمر للصناعي لقارة إفريقيا الموجودة في مُنتصف الصورة

وتعدّ إفريقيا هي الأكبر ضمن نتوءات الجنوبية الثلاثة الكبرى لليابسة في الكُرة الأرضية. يفصلها البحر المتوسط عن قارة أوروبا، ترتبط بقارة آسيا من جهة أقصى الشمال الشرقي عن طريق برزخ السويس (قناة السويس) ويبلغ عرضه 163 كيلومتر (101 ميل) ومن الناحية الجغرافية تعدّ شبه جزيرة سيناء/ مصر وهي تقع شرق قناة السويس جزءًا من إفريقيا. وتبلغ حدودها من أقصى نقطة في الشمال، رأس بن السقا في تونس (37°21' 'شمالًا)، بينما أقصى أقصى نقطة في الجنوب هي، كيب اجولاس في جنوب إفريقيا (34°51'15 جنوبًا) وهي مسافة تقدر بنحو 8,000 كيلومتر (5,000 ميل)؛ ومن كيب فرد (34°51'15«غربًا) وهي أقصى نقطة من جهة الغرب إلى رأس حافون في الصومال (51°27'52» شرقًا) وهي أقصى نقطة من جهة الشرق مسافة تقدر بنحو 7,400 كيلومتر (4,600 ميل). ويبلغ طول الخط الساحلي 26,000 كم (16,000 ميل)، ويتضح عدم وجود تعريجات عميقة في الشاطئ من حقيقة أن أوروبا التي تبلغ مساحتها 10,400,000 كيلومتر مربع (4,010,000 ميل مربع)، أي ثلث مساحة سطح إفريقيا تقريبًا، لها خط ساحلي يبلغ طوله 32,000 كم (19,800 ميل).
وتعدّ الجزائر هي كبرى دول قارة إفريقيا مساحتها 2,381,741 كيلومتر مربع. ومن بعدها جمهورية الكونغو الديمقراطية ب 2,345,410 كيلومتر مربع، ثم السودان ب 1,865,813 كيلومتر مربع، بينما تعدّ سيشيل هي صغرى الدول، وهي مجموعة جزر تقع قبالة الساحل الشرقي. أما صغرى الدول التي تقع داخل الأراضي الرئيسية لقارة إفريقيا هي غامبيا.

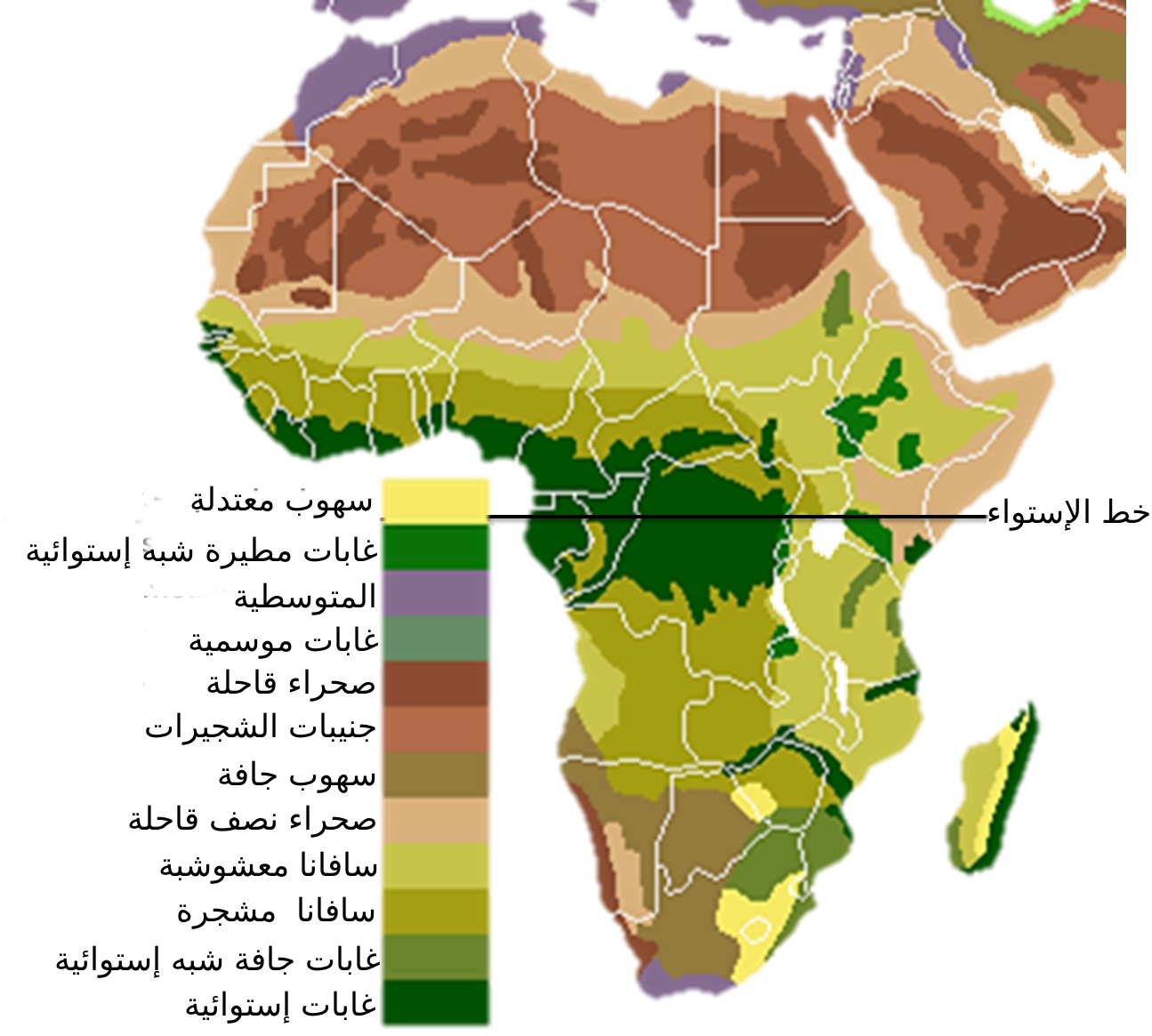
المناطق الأحيائية في إفريقيا (انظر للحصول على مفتاح البحث)

ووفقًا للرومان القدماء، فهم كانوا يقولون أن إفريقيا تقع غرب مصر، بينما كانوا يستخدمون كلمة «آسيا» للإشارة إلى بلاد الأناضول والبلاد الواقعة في الشرق. وهناك خط محدد بين القارتين رسمه بطوليمي العالم الجغرافي (85-165 م)، مشيرًا إلى الإسكندرية أنها تقع بطول خط الطول الرئيسي. وجعل برزخ السويس والبحر الأحمر هما الحدود بين آسيا وإفريقيا. عندما جاء الأوروبيون للتعرف على مدى الامتداد الحقيقي للقارة، اتسعت فكرتهم عن إفريقيا بزيادة معرفتهم لها.
ومن الناحية الجيولوجية، تضم إفريقيا شبة الجزيرة العربية وجبال زاغروس في إيران، وهضبة الأناضول في تركيا، في المكان الذي تم فيه اصطدام التكوين الإفريقي بأوراسيا. وقد توحدت السمات الجغرافية الطبيعية للمنطقة بتوحد الطبيعة الاستوائية الإفريقية مع الصحراء العربية في الشمال. كما وحدت عائلة اللغات الآفروآسيوية البلاد التي تقع في الشمال، من حيث اللغة.

### المناخ، والحيوانات، والنباتات
ويتراوح المناخ في إفريقيا ما بين المناخ الإستوائي ومناخ المناطق شبه القطبية على أعلى قمم الجبال. ويتسم الجزء الشمالي من القارة بأنه يتكون بشكل أساسي من صحراء والمناطق القاحلة، في حين أن المناطق الوسطى والجنوبية على حد سواء، تغطيها سهول السافانا والأحراش الكثيفة (غزيرة الأمطار). وبين هذا وذاك، هناك مناطق متوسطة، حيث تنمو أنماط الحياة النباتية، مثل منطقة الساحل، والمناطق التي تسيطر عليها السهول.
وربما تضم إفريقيا أكبر تشكيلة في العالم من الحيوانات البرية من حيث الكثافة والتنوع، وتضم تشكيلة الحيوانات البرية الحيوانات الضخمة من أكلة اللحوم (مثل أسد، ضبع، والفهد) والحيوانات آكلة الأعشاب (مثل الجاموس، والغزال، والفيل، والجمال، والزرافة)، وهي تعيش وتتحرك بحرية في سهول طبيعية مفتوحة ليست مملوكة لأحد. كما أنها تعدّ الموطن الأصلي لمجموعة متنوعة من المخلوقات التي تعيش في الغابات (بما فيها الثعابين وأنواع من القردة)، وهي تضم كذلك مخلوقات تنتمي للحياة المائية (بما فيها التماسيح والبرمائيات) (انظر أيضًا: حيوانات من إفريقيا).

## السياسة
يعدّ الاتحاد الإفريقي الممثل لجميع دول القارة تقريبًا وهو اتحاد يضم كافة دول إفريقيا. تم تشكيل الاتحاد في 26 يونيو 2001، ومقره الرئيسي هو أديس أبابا. في يوليو، تم نقل مقر برلمان عموم إفريقيا (PAP) التابع للإتحاد الإفريقي، إلى مدراند، في جنوب إفريقيا، إلا أن اللجنة الإفريقية لحقوق الإنسان والشعوب ظل مقرها في أديس أبابا. وهناك إتفاقية تتعلق بعدم مركزية مؤسسات الاتحاد الإفريقي ولذا فإن هذه المسؤولية مشتركة بين كافة الدول.
قالب:Africa countries imagemap
وقد تشكل الاتحاد الإفريقي، وينبغي عدم الخلط بين لجنة الاتحاد الإفريقي، وفقًا لقانون الاتحاد، والذي يهدف إلى تحويل الجمعية الاقتصادية الإفريقية، وهي اتحاد التابع لمنظمة الكومنولث، إلى هيئة بموجب اتفاقيات دولية مبرمة. ويتمتع الاتحاد الإفريقي بحكومة برلمانية، وهي المعروفة باسم سلطة الاتحاد الإفريقي، التي تتألف من أجهزة تنفيذية وتشريعية وقضائية. ويرأسها رئيس الاتحاد الإفريقي ورئيس الهيئة، الذي يشغل أيضًا منصب رئيس برلمان عموم إفريقيا. ولكي يصبح المرء رئيسًا الاتحاد الإفريقي، يتم ذلك من خلال الانتخاب الذي يعقده برلمان عموم إفريقيا، ومن ثمَّ الحصول على تأييد الأغلبية في برلمان عموم إفريقيا.
وتعدّ صلاحيات وسلطة رئيس البرلمان الإفريقي مستمدة من قانون الاتحاد، وبروتوكول برلمان عموم إفريقيا، فضلًا عن وراثة السلطة الرئاسية المنصوص عليها في المعاهدات الإفريقية بموجب المعاهدات الدولية، بما في ذلك المعاهدات التي تنص بأن أعمال الأمين العام للأمانة العامة لمنظمة الوحدة الإفريقية (لجنة الاتحاد الإفريقي) تخضع لبرلمان عموم إفريقيا. وتتألف سلطة الاتحاد الإفريقي من كافة السلطات الإقليمية والحكومية والبلدية الاتحادية (الفيدرالية)، فضلًا عن المئات من المؤسسات، التي تعمل جنبًا إلى جنب على إدارة الشئون اليومية للمؤسسة.
هناك دلائل واضحة على زيادة التواصل بين المنظمات والدول الإفريقية. وقد تورطت بعض الدول الإفريقية الشقيقة في الحرب الأهلية الدائرة في جمهورية الكونغو الديموقراطية (سابقًا زائير)، في حين لم تتدخل الدول الغنية غير الإفريقية (أُنظر أيضًا حرب الكونغو الثانية). وقد وصل عدد القتلى وفقًا للتقديرات إلى 5 ملايين قتيل، منذ بداية الصراع عام 1998.
وتعمل الجمعيات السياسية، مثل الاتحاد الإفريقي على بث الأمل بالمزيد من التعاون والسلام بين العديد من أقطار القارة. وما زالت انتهاكات حقوق الإنسان تحدث على نطاق واسع في أجزاء عديدة من إفريقيا، وكثيرًا ما يتم ذلك تحت إشراف الدولة. ومعظم هذه الانتهاكات تحدث لأسباب سياسية، في أغلب الأحيان، كنتيجة للحرب أهلية. وقد وردت تقارير في الآونة الأخيرة بشأن الدول التي توجد بها انتهاكات كبيرة لحقوق الإنسان وتشمل جمهورية الكونغو الديموقراطية، سيراليون، ليبيريا، وزيمبابوي، وكوت ديفوار.

## الاقتصاد

خريطة خاصة بالجمعية الاقتصادية الإفريقية
CEN-SAD
COMESA
EAC
ECCAS
ECOWAS
IGAD
SADC
UMA

على الرغم من وفرة الموارد الطبيعية، إلا أن إفريقيا لا تزال هي الأكثر فقرا وتخلفًا بين قارات العالم. ويرجع ذلك إلى مجموعة من الأسباب التي قد تشمل انتشار الأمراض القاتلة والفيروسات (ولا سيما فيروس فيروس العوز المناعي البشري / الإيدز والملاريا)، فضلًا عن الحكومات الفاسدة والتي غالبًا ما ترتكب انتهاكات خطيرة ضد حقوق الإنسان، وكذلك فشل في التخطيط المركزي، وارتفاع مستويات الأمية، وعدم الحصول على رؤوس الأموال الأجنبية، والصراعات القبلية والعسكرية المتكررة (بداية من حرب العصابات إلى الإبادة الجماعية). ووفقًا 'لتقرير التنمية البشرية لعام 2003 الصادر عن منظمة الأمم المتحدة، فإن الدول الخمس وعشرين الأقل من حيث الترتيب (من الدولة الواحدة والخمسين بعد المئة إلى الدولة الخامسة والسبعين بعد المئة) هي دولًا إفريقية.
وتتأثر نسبة كبيرة من سكان القارة الإفريقية بالفقر والأمية وسوء التغذية وعدم كفاية إمدادات المياه والصرف الصحي، فضلًا عن سوء الحالة الصحية. في آب / أغسطس 2008 وقد أعلن البنك الدولي أن تقديرات الفقر العالمي قد تمت مراجعتها وفقًا لخط الفقر العالمي الجديد وهو أن يكون نصيب الفرد 25، 1 دولار في اليوم (في مقابل المقياس السابق وهو 00، 1 دولار) وكان 80.5 ٪ من سكان منطقة جنوب الصحراء الكبرى في إفريقيا يعيشون على أقل من 2.50 دولار (تعادل القوة الشرائية) في اليوم في عام 2005 مقارنة مع 85.7 ٪ لسكان الهند. وتؤكد الأرقام الجديدة أن منطقة جنوب الصحراء الكبرى بإفريقيا كانت أقل مناطق العالم نجاحًا في مجال الحد من الفقر (1.25 دولار في اليوم الواحد)، فقد كان نحو 50 ٪ من السكان يعانون من الفقر في 1981 (200 مليون نسمة)، وقد ارتفع هذا الرقم إلى 58 ٪ في عام 1996 قبل أن ينخفض إلى 50 ٪ في عام 2005 (380 مليون نسمة). ويقدر متوسط دخل الإنسان الفقير في جنوب الصحراء الكبرى بإفريقيا بـ 70 سنتا فقط في اليوم الواحد، فقد أصبح أشد فقرًا في عام 2003 مما كان عليه في عام 1973  مما يشير إلى زيادة الفقر في بعض المناطق. بعض هذه الأمور يرجع إلى فشل برامج تحرير الاقتصاد التي تقودها الشركات والحكومات الأجنبية، إلا أن هناك دراسات وتقارير أخرى ذكرت سوء السياسات الحكومية المحلية أكثر من العوامل الخارجية.
في الفترة من 1995 إلى 2005، سجلَت إفريقيا زيادة في معدلات النمو الاقتصادي، بمتوسط 5 ٪ في عام 2005. هناك بعض البلدان التي ما زالت تتمتع بارتفاع معدلات النمو، لا سيما في أنغولا، والسودان وغينيا الاستوائية، وهذه الدول الثلاثة قد بدأت مؤخرًا باستخراج احتياطي البترول أو أنها توسعت في معدل استخراج النفط. في السنوات الأخيرة. أقامت جمهورية الصين الشعبية علاقات أقوى بصورة متزايدة مع الدول الإفريقية. في عام 2007، استثمرت الشركات الصينية ما مجموعه مليار دولار أمريكي في إفريقيا.

## دراسات وإحصائيات سكانية
قد ازداد تعداد سكان إفريقا بشكل سريع على مدى السنوات الأربعين الماضية، ولذا فإنهم يعدّون صغار السن نسبيًا. حيث أنه في بعض الدول الإفريقية نصف عدد السكان أو أكثر تقل أعمارهم عن 25 سنة.
ويعدّ الناطقين بلغات البانتو (فرع من عائلة لغة النيجر- كونغو) هم غالبية سكان المنطقة التي تضم جنوب ووسط وشرق إفريقيا بأكملها. ولكن هناك أيضًا العديد المجموعات النيلية في شرق إفريقيا، وقليلًا ممن تبقى من الخويزان الأصليين ('سان' أو البٌشمان)، وشعوب البيجمي في جنوب ووسط إفريقيا، على التوالي. كما يسود الأفارقة الناطقون بلغة البانتو الغابون وغينيا الاستوائية، وهم متواجدون أيضًا في أجزاء من جنوب الكاميرون. ويوجد في صحراء كلهاري في جنوب إفريقيا، وشعبًا متميزًا وهو المعروف بشعب البٌشمان (أيضًا «سان»، وهم متصلين اتصالًا وثيقًا بالهوتينتوت إلا أنهم مختلفين عنهم)، وهم يتمتعون بتاريخ طويل. ويتميز شعب سان جسمانيًا عن غيره من الأفارقة، وهم السكان الأصليين لجنوب إفريقيا. أما البيجميون فهم السكان الأصليين لوسط إفريقيا، منذ فترة ما قبل البانتو.

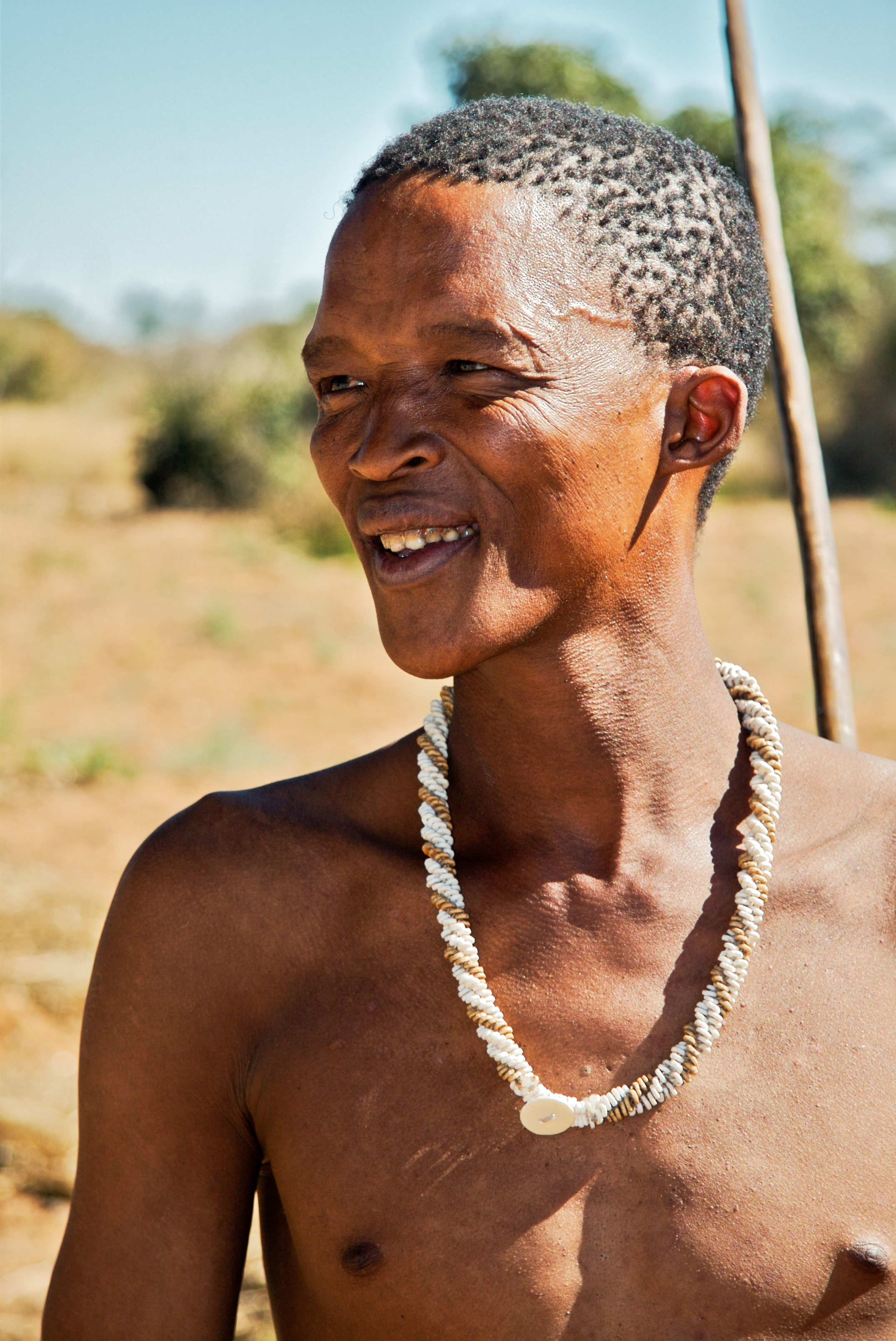
قديس من بتسوانا

وتضم شعوب شمال إفريقيا مجموعتين رئيسيتين؛ الشعوب الأمازيغية والشعوب الناطقة بالعربية في الغرب، والمصريين في الشرق. فإن العرب الذين وصلوا في القرن السابع الميلادي قاموا بنشر اللغة العربية والإسلام في شمال إفريقيا. وقد استوطن كذلك كل من الفينيقيون الساميون، والإيرانيون الألآنيون، واليونانيون الأوربيون، والرومانيون والفندالز. ولا يزال الأمازيغ يشكلون غالبية سكان المغرب، في حين أنهم يشكلون أقلية ذات أهمية داخل الجزائر. كما أن لهم وجود في تونس وليبيا. وتعدّ الطوارق وغيرها من الشعوب التي تغلب عليها السمة البدوية هم السكان الرئيسيون للصحراء الداخلية من شمال إفريقيا. ويعدّ النوبيون الذين هم جماعات ناطقة باللغة النيلو- صحاري (إلا أن الكثير يتحدثون العربية أيضًا)، هم الذين قاموا بتطوير الحضارة القديمة في شمال شرق إفريقيا.
وتتحدث بعض المجموعات الأثيوبية والأريترية (مثل الأمهرة، والتيجرايان) ويطلق عليهما معًا الحبشة لغاتًا سامية. بينما تتحدث قبائل الأورومو والشعب الصومالي اللغات الكوشية، إلا أن بعض العشائر الصومالية ترجع الفضل في تأسيسها إلى مؤسسين عرب غير حقيقيين. أما السودان وموريتانيا فهما منقسمتان بين أغلبية معربة في الشمال والأفارقة الأصليين في الجنوب (بالرغم من ذلك يسود «العرب» في السودان على السودانيين من ذوي الأصول الإفريقية أنفسهم) وقد استقبلت بعض المناطق في شرق إفريقيا، وخاصة جريرة زنجبار وجزيرة لامو الكينية العرب المسلمين والمستوطنين والتجار من جنوب شرق آسيا خلال العصور الوسطى والعصور القديمة.
وفي الفترة التي سبقت الحركات المناهضة للاستعمار إبان الحرب العالمية الثانية، كان ذوي البشرة البيضاء منتشرين في كافة أرجاء إفريقيا. وقد ظهرت آثار إنهاء الاستعمار خلال الستينات والسبعينات من القرن الماضي في الهجرة الجماعية لأبناء للمستوطنين من أصول أوروبية - وخاصة من الجزائر (الأقدام السوداء)  وكينيا، والكونغو ، وأنغولا  وموزمبيق وروديسيا. ومع ذلك، ظل الأفارقة البيض يمثلون أقلية مهمة في العديد من الدول الإفريقية. وتقع الدول الإفريقية التي يقطنها عددًا كبيرًا من الأفارقة البيض في جنوب إفريقيا. ويعدّ الأفريكانيرز والأنجلوإفريقيين «الإفريقين من أصول إنجليزية» والمولونين هم أكبر المجموعات الإفريقية من أصول أوروبية.

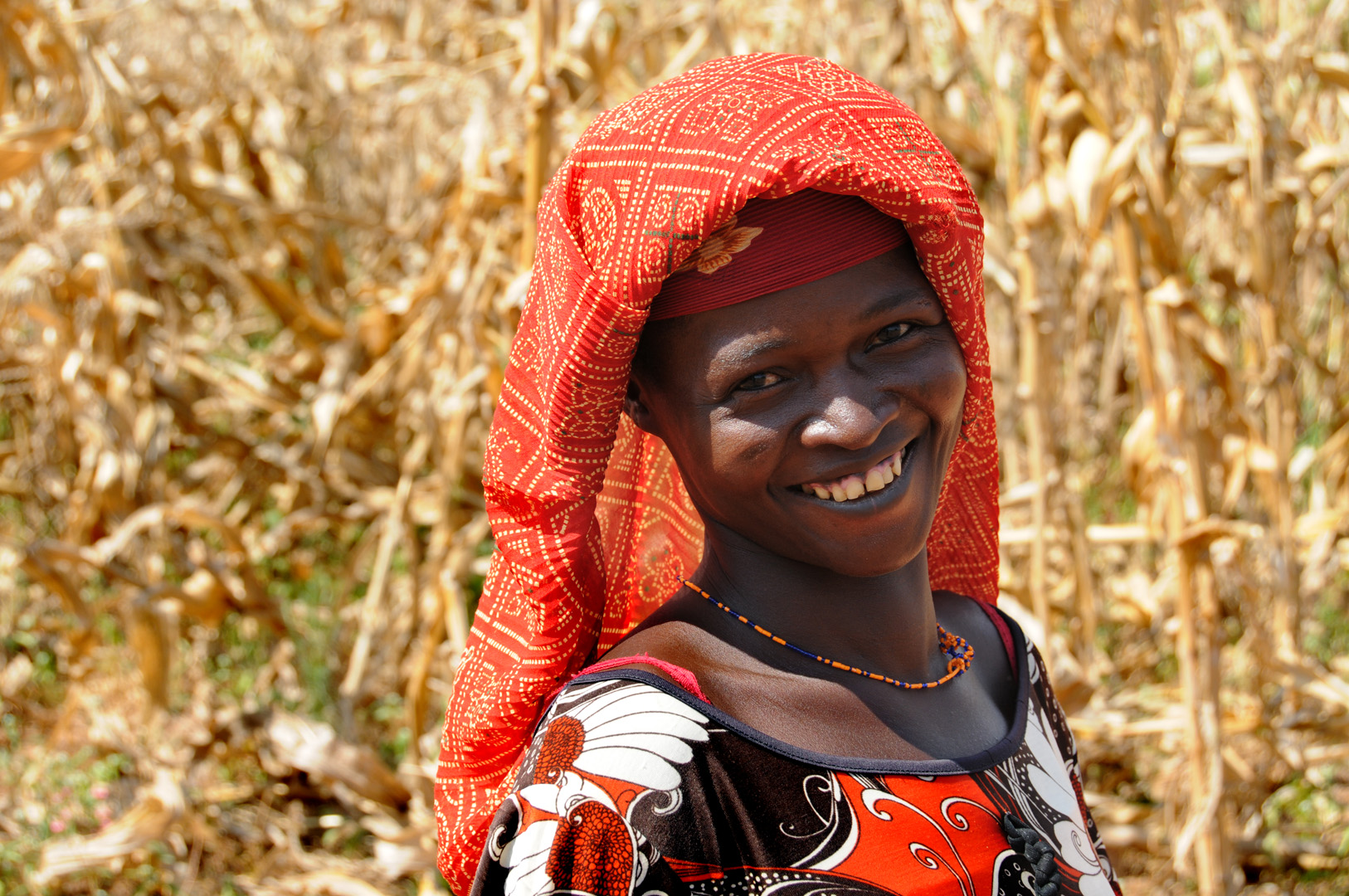
امرأة من بنين

وقد جلب الاستعمار الأوروبي أيضًا مجموعات كبيرة من الآسيويين، لا سيما من شبه الجزيرة الهندية، إلى المستعمرات البريطانية. ويوجد في جنوب إفريقيا جاليات هندية كبيرة العدد، بينما توجد جاليات صغيرة العدد في كينيا وتنزانيا وغيرها من بلدان جنوب وشرق إفريقيا. وقد تم طرد إحدى الجاليات الهندية كبيرة العدد من أوغندا على يد الديكتاتور عيدي أمين في عام 1972، وبالرغم من ذلك، فإن العديد منهم آخذين في العودة منذ ذلك الحين. ويعدّ معظم سكان الجزر الموجودة في المحيط الهندي من أصل آسيوي وكثيرًا ما يختلطون بالأفارقة والأوروبيين. ويعدّ المالاجشون في مدغشقر هم الاسترونيون، أما هؤلاء الذين يعيشون على طول الساحل عادة ما يكونوا مختلطين مع البانتو والعرب والهنود وذوي أصول أوروبية. ويمثل الأفراد من ذوي الأصول المالية والهندية عناصر هامة أيضًا في إحدى المجموعات المعروفة في جنوب إفريقيا «بكاب كلرد» (وهم الأفراد الذين يتمتعون بأصلين أو أكثر من قارات وأجناس مختلفة). وخلال القرن العشرين، تطورت بعض الجاليات اللبنانية والصينية الصغيرة إلا أنها مؤثرة اقتصاديًا في المدن الساحلية في غرب وشرق إفريقيا.

## اللغات

خريطة تبين توزيع مختلف العائلات اللغوية الرئيسية، واللغات التي يتم التحدث بها في إفريقيا. الأفرو آسيوية الممتدة من شمال إفريقيا إلى القرن الإفريقي لجنوب غرب آسيا. وتنقسم لغة النيجر-الكونغو لتوضح مدى اتساع عائلة لغة البانتو الفرعية

وفقًا لمعظم التقديرات، هناك أكثر من ألف لغة يتم التحدث بها في إفريقيا (وقدرتها منظمة اليونيسكو بألفي لغة) معظمهم لغات من أصل إفريقي، وإن كانت هناك بعض اللغات من أصل أوروبي أو آسيوي. وتعدّ إفريقيا هي أكثر قارات العالم تعددًا في لغاتها، وليس من النادر أن تجد الأفراد يتحدثون بطلاقة ليس عدة لغات إفريقية فحسب، وإنما يتحدثون أيضًا لغة أوروبية أو أكثر. وهناك أربعة عائلات لغوية كبرى يتحدث بها السكان في إفريقيا.
- وتضم اللغات "الإفريقية الآسيوية" حوالي 240 لغة يتحدث بها 285 مليون شخص منتشرين في جميع القرن الإفريقي وشمال إفريقيا، ومنطقة الساحل، وجنوب غرب آسيا.
- أما عائلة "النيلية الصحراوية" فهي تتألف من أكثر من مئة من اللغات التي يتحدث بها 30 مليون شخصًا. وتتحدث القبائل النيلية في تشاد، إثيوبيا، كينيا، والسودان، وأوغندا، وشمال تنزانيا باللغات النيلو- صحارى.
- أما عائلة النيجرية الكنغوية اللغوية فتغطي الكثير من منطقة جنوب الصحراء الكبرى في إفريقيا، وربما تكون هي أكبر العائلات اللغوية في العالم حيث لغات مختلفة.
- وأما عائلة لغة "الخواز" فهي تضم حوالي خمسين لغة يتحدث بها في جنوب إفريقيا ما يقرب من 120,000 شخصًا. وتتعرض العديد من العديد من لغات الخواز للانقراض. ويعدّ قبائل خوي وسان هم السكان الأصليين لهذا الجزء من إفريقيا.

بعد نهاية الاستعمار، اعتمدت جميع البلدان الإفريقية تقريبًا لغات رسمية نشأت خارج القارة، على الرغم من ذلك فإن العديد من البلدان منحت الاعتراف القانوني بلغات السكان الأصليين (مثل السواحلية، اليووبية، الإجبو والهوسا). في العديد من البلدان، يتم استخدام الإنجليزية والفرنسية للتواصل في المجال العام، مثل الحكومة والتجارة والتعليم ووسائل الإعلام. وتعدّ اللغات البرتغالية، والإفريقانية والمالاجاشية هي أمثلة أخرى للغات ليست إفريقية الأصل ولكن يستخدمها الملايين من الأفارقة اليوم، في كلا المجالين العام والخاص.

## ثقافة

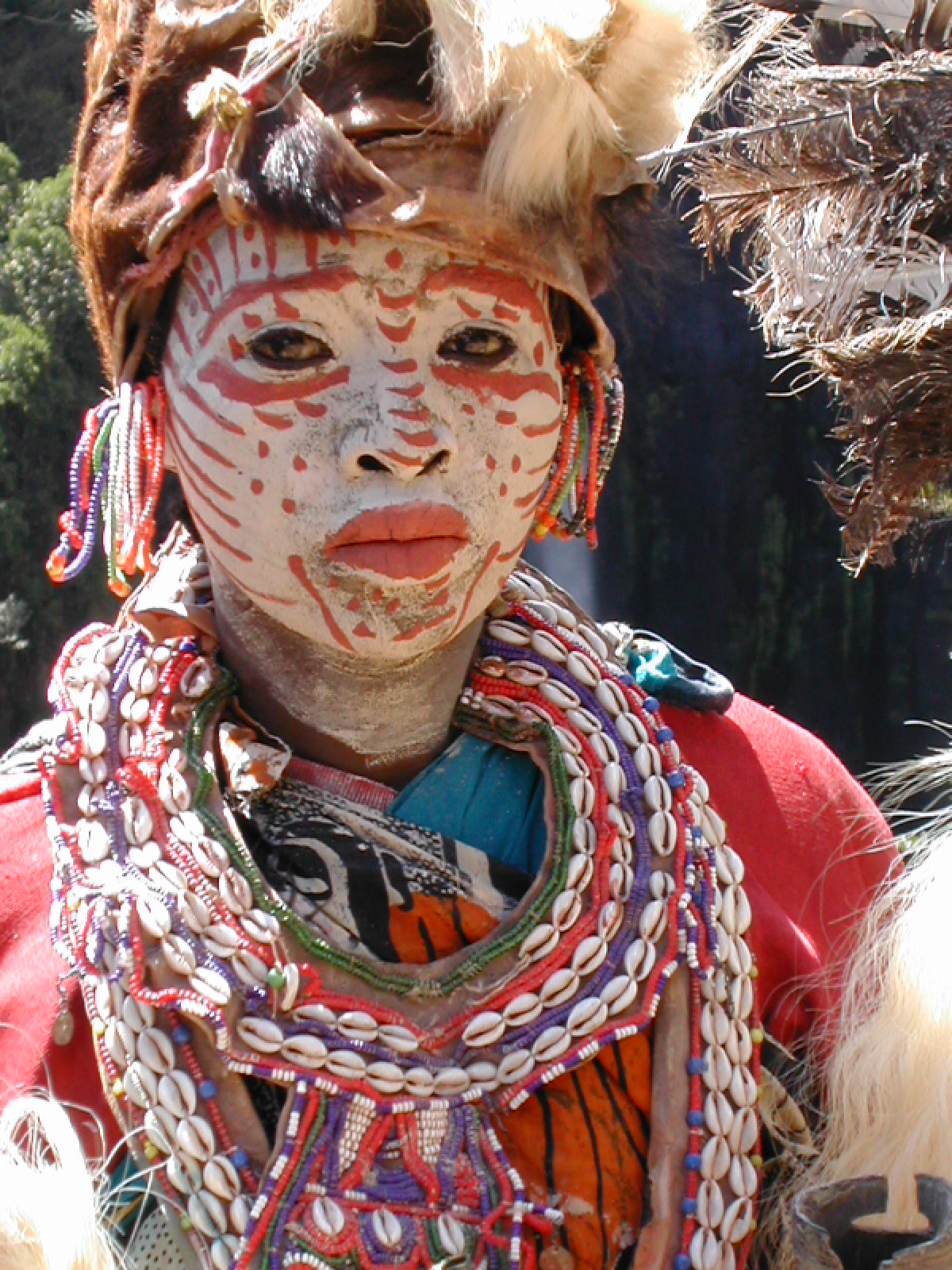
الكيكيو امرأة في كينيا

تتميز الثقافة الإفريقية الحديثة باستجابات معقدة تجاه القومية العربية والإمبريالية الأوروبية. بشكل متزايد بدءًا من أواخر التسعينات من القرن الماضي، حيث يحاول الأفارقة تأكيد هويتهم. ففي شمال إفريقيا، وهناك الآن موجة من طلبات الحصول على حماية خاصة اللغات الأمازيغية وثقافة السكان الأصليين من الأمازيغ في المغرب، ومصر، والجزائر وتونس، لا سيما بعد رفض العرب والأوروبيين لهذه الهوية. وقد تسببت عودة ظهور النزعة الإفريقية منذ سقوط نظام الفصل العنصري إلى شعور متجدد بالهوية الإفريقية. ففي جنوب إفريقيا، وأكد المفكرين من المستوطنين من أصل أوروبي بشكل متزايد على تحديد الهوية الإفريقية الثقافية، وأنها ليست لأسباب جغرافية أو عرقية فحسب. ومن المعروف، أن هناك بعض الطقوس والاحتفالات التي تجري لتصبح عضوًا من الزولو أو الطوائف الأخرى.
وهناك جوانب كثيرة من الثقافات الإفريقية التقليدية أصبحت ممارسة في السنوات الأخيرة نتيجة لسنوات من الإهمال والقمع على يد الأنظمة الاستعمارية وأنظمة ما بعد الاستعمار. وهناك الآن محاولات لإعادة اكتشاف الثقافات التقليدية الإفريقية وإعادة الترويج لها، في إطار هذه الحركات الموصوفة بكونها النهضة الإفريقية من خلال حركة ثابو ميبكي لـ"زيادة النزعة الإفريقية" والتي يقودها مجموعة من الباحثين، بما فيهم موليف أسانتي، فضلًا عن الاعتراف المتزايد الطقوس الروحانية التقليدية من خلال عدم تجريم عقيدة الفودو وغيرها من أشكال الروحانية. في السنوات الأخيرة، أصبحت الثقافة الإفريقية التقليدية مرادفا الفقر في المناطق الريفية وزراعة الكفاف.
وترتبط الثقافة الحضرية في إفريقيا الآن بالقيم الغربية، وهذا الأمر يعد مناهضًا للثقافة الإفريقية التقليدية الموروثة، والتي تعد غنية ويٌطمح إليها، حتى من جانب المعايير الغربية الحديثة. وقد حصلت بعض المدن الإفريقية مثل لوانجو، ومبانزا الكونغو، وتمبكتو، وطيبة، ومروي ذات مرة على مركز أكثر مدن العالم ثراءً من حيث التراث الثقافي والمراكز الصناعية ومن حيث النظافة التنظيم، ومن حيث كونها مليئة بالجامعات والمكتبات والمعابد.

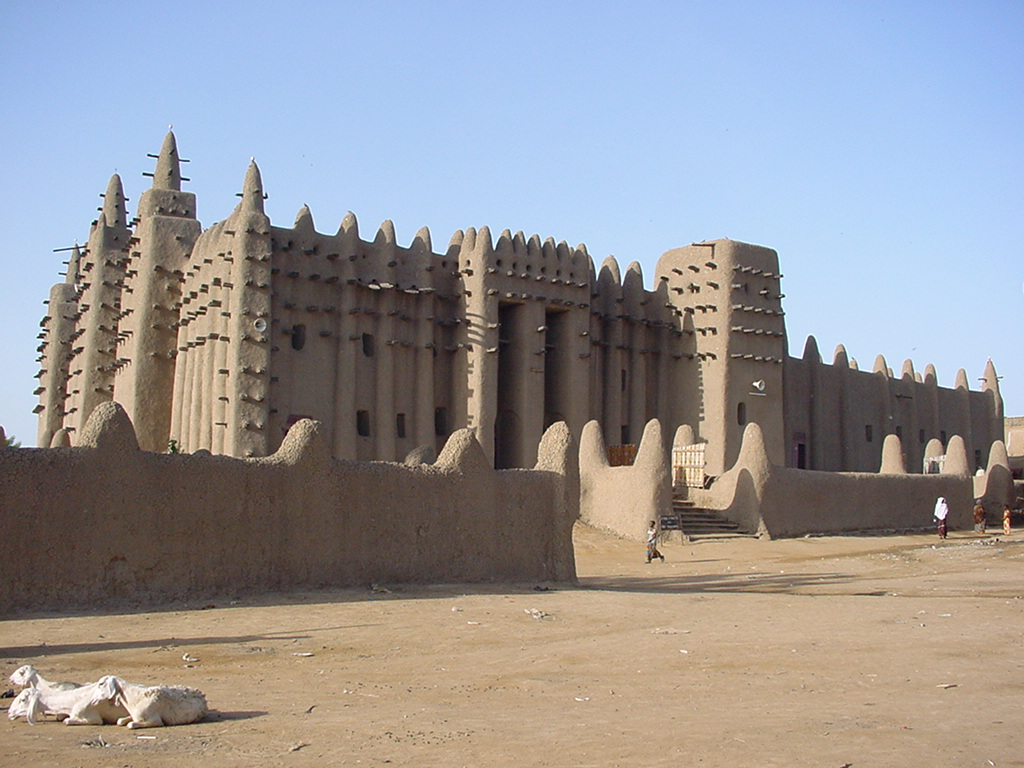
الجامع الكبير في جينيه وهو مبني على الطراز المعماري السائد في المناطق الداخلية من غرب إفريقيا.

وتأتي الغالبية العظمى من المنح الدراسية لإفريقيا من الخارج وهي تهتم بالتمثيل الغريب والدخيل على إفريقيا. ويميل تنفيذ قرارات وسياسات الحكومات إلى تكوين تأثيرات تؤكد على محاباة المستعمريين الأوربيين.

### الفنون المرئية والعمارة
ويعكس كلٌ من الفن الإفريقي والعمارة الإفريقية تنوع الثقافات الإفريقية. من أقدم النماذج الموجودة للفن الإفريقي هي حبة يرجع تاريخها إلى 82,000 عامًا وهي مصنوعة من الصدف التي تم العثور عليها في المستويات الأتريان في مغارة الحمام، تافورالت، بالمغرب. ظل الهرم الأكبر بالجيزة في مصر أطول بناء في العالم لمدة 4,000 سنة، إلى أن تم الانتهاء من كاتدرائية لينكولن في عام 1300 تقريبًا. وتعدّ الآثار الحجرية لزميبابوي العظمى من الفنون المعمارية الجديرة بالذكر في قارة إفريقيا. كما تعدّ مجموعة الكنائس العمودية في لاليبلا، وأثيوبيا، ومنها كنيسة القديس جورج من أمثلة هذه الفنون المعمارية.

### الموسيقى والرقص

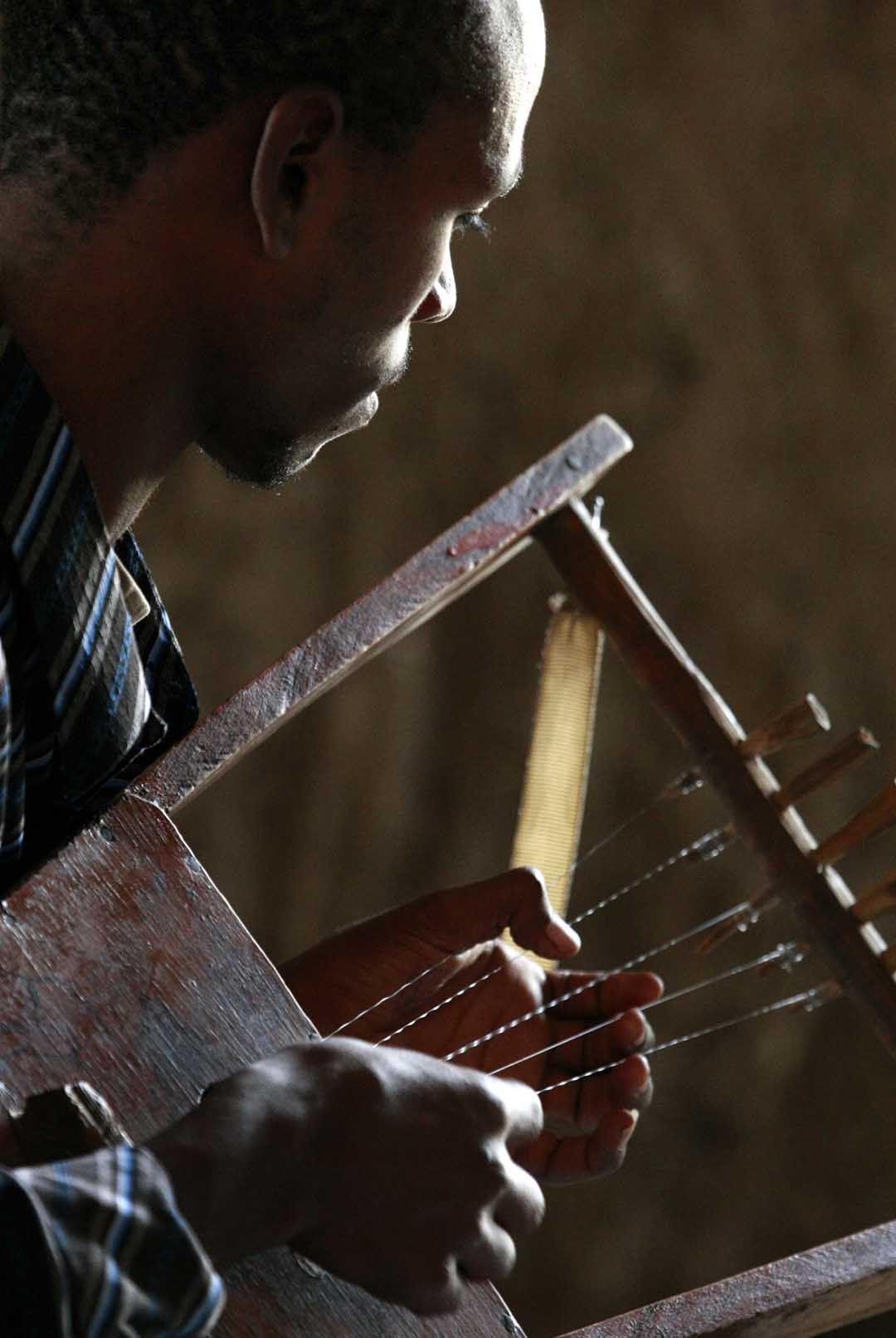
شاب يعزف كأرة، وهو الأداة موسيقية تقليدية إثيوبيا في أثيوبيا

يعدّ المغرب هو المركز الثقافي للعالم العربي، في حين نتذكر إيقاعات منطقة جنوب الصحراء الكبرى في إفريقيا، لا سيما في غرب إفريقيا، والتي تحولت عن طريق تجارة الرقيق عبر الأطلسي إلى الأنواع الحديثة من الموسيقى، مثل موسيقى السامبا، البلوز والجاز، موسيقى ريجي (reggae)-الريجيه-، وموسيقى الراب والروك أند رول. وقد شهدت الفترة ما بين الخمسينات إلى السبعينات من القرن الماضي تجميعًا لهذه الأنواع من الموسيقى ممزوجة بالطبول الإفريقية الشعبية وموسيقى الهاي لايف وتتضمن الموسيقى الحديثة للقارة الكورال الغنائي شديد التعقيد لجنوب إفريقيا، ونمط الإيقاعات الراقصة الخاص بسوكوس، الذي تهيمن عليه موسيقى جمهورية الكونغو الديموقراطية. وقد تم الحفاظ على التقاليد الأصلية للموسيقى والرقص إفريقيا من خلال التقاليد الشفوية، حيث أنها تختلف عن أنماط الموسيقى والرقص من شمال إفريقيا وجنوب إفريقيا. وتبدو تأثيرات العربية واضحة في فنون الموسيقى والرقص في شمال إفريقيا، أما في جنوب إفريقيا فتتضح التأثيرات الغربية نتيجة للاستعمار.

### الرياضة
هناك ثلاثة وخمسين بلدًا إفريقيا لديه فرق رابطة كرة القدم ضمن فرق الاتحاد الإفريقي لكرة القدم. واستضافت جنوب إفريقيا نهائيات بطولة كأس العالم لكرة القدم 2010، لتكون أول دولة إفريقية تقوم بذلك.
وتعدّ لعبة الكريكيت إحدى الألعاب الشعبية في بعض الدول الإفريقية. فبينما أن فريق الكريكيت الوطني لجنوب إفريقيا وفريق الكريكيت الوطني لزمبابوي تجارب في هذا المجال، إلا أن فريق الكريكيت الوطني لكينيا هي الرائدة بفريق رائد في غني عن التجربة، فاز في مسابقة دولية تستمر ليوم واحد. وقد قامت هذه الدول الثلاث معا باستضافة كأس العالم للكريكيت 2003. وتعدّ ناميبيا هي الأخرى من البلدان الإفريقية التي لعبت في كأس العالم. كما استضافت مصر كأس الأمم الإفريقية 1988 و2006 و2019 والجزائر كأس الأمم الإفريقية سنة 1990.

## الدين
يعتنق الأفارقة العديد من المعتقدات الدينية، إلا أنه من الصعب إجراء إحصاء للانتماءات الدينية، لأن هذا الأمر من الأمور الحساسة بالنسبة للحكومات ذات الشعوب المختلطة. ووفقًا لموسوعة كتاب العالم، فإن الإسلام هو الدين الأكثر انتشارًا في إفريقيا، تليه المسيحية. ووفقًا للموسوعة البريطانية، فإن 45% من السكان هم من المسلمين، والمسيحيين 40% واقل من 15% ملحدين أو من أتباع الديانات الإفريقية. وهناك عددًا صغيرًا من الأفارقة هندوس، أو بهائيون، أو من ذوي الخلفيات اليهودية. ومن أمثلة الأفارقة اليهود بيتا إسرائيل، وشعوب الليمبا والأبيوداية Abayudaya في شرق أوغندا.

## الأقاليم والمناطق
يتم تصنيف الدول في هذا الجدول وفقًا لمخطط جغرافي خاص بمنظمة الأمم المتحدة المستخدم من قبل الأمم المتحدة، وتم الحصول على البيانات المتضمنة من مقالات موثقة. ففي كل مرة تختلف فيها البيانات، يشار إلى ذلك بشكل واضح من خلال فقرة

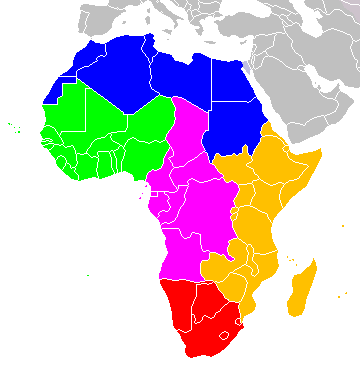
مناطق إفريقيا:
شمال إفريقيا
غرب إفريقيا
وسط إفريقيا
شرق إفريقيا
إفريقيا الجنوبية

| اسم المكان و الإقليم مع العلم                   | المساحة (km²) | التعداد (2009 تقريب)        | الكثافة السكانية (/km²) | العاصمة                                           |
| ----------------------------------------------- | ------------- | --------------------------- | ----------------------- | ------------------------------------------------- |
| شرق إفريقيا:                                    | 6,384,904     | 316,053,651                 | 49.5                    |                                                   |
| بوروندي                                         | 27,830        | 8,988,091                   | 322.9                   | بوجمبورا                                          |
| جزر القمر                                       | 2,170         | 752,438                     | 346.7                   | موروني                                            |
| جيبوتي                                          | 23,000        | 516,055                     | 22.4                    | جيبوتي                                            |
| إرتيريا                                         | 121,320       | 5,647,168                   | 46.5                    | أسمرة                                             |
| إثيوبيا                                         | 1,127,127     | 85,237,338                  | 75.6                    | أديس أبابا                                        |
| كينيا                                           | 582,650       | 39,002,772                  | 66.0                    | نيروبي                                            |
| مدغشقر                                          | 587,040       | 20,653,556                  | 35.1                    | أنتاناناريفو                                      |
| مالاوي                                          | 118,480       | 14,268,711                  | 120.4                   | ليلونغوي                                          |
| موريشيوس                                        | 2,040         | 1,284,264                   | 629.5                   | بور لويس                                          |
| فرنسا مايوت (فرنسا)                             | 374           | 223,765                     | 489.7                   | مامودزو                                           |
| موزمبيق                                         | 801,590       | 21,669,278                  | 27.0                    | مابوتو                                            |
| ريونيون (فرنسا)                                 | 2,512         | 743,981(2002)               | 296.2                   | سان ديني                                          |
| رواندا                                          | 26,338        | 10,473,282                  | 397.6                   | كيغالي                                            |
| سيشل                                            | 455           | 87,476                      | 192.2                   | فيكتوريا                                          |
| الصومال                                         | 637,657       | 9,832,017                   | 15.4                    | مقديشيو                                           |
| تنزانيا                                         | 945,087       | 41,048,532                  | 43.3                    | دودوما                                            |
| أوغندا                                          | 236,040       | 32,369,558                  | 137.1                   | كمبالا                                            |
| زامبيا                                          | 752,614       | 11,862,740                  | 15.7                    | لوساكا                                            |
| زمبابوي                                         | 390,580       | 11,392,629                  | 29.1                    | هراري                                             |
| وسط إفريقيا:                                    | 6,613,253     | 121,585,754                 | 18.4                    |                                                   |
| أنغولا                                          | 1,246,700     | 12,799,293                  | 10.3                    | لواندا                                            |
| الكاميرون                                       | 475,440       | 18,879,301                  | 39.7                    | ياوندي                                            |
| جمهورية إفريقيا الوسطى                          | 622,984       | 4,511,488                   | 7.2                     | بانغي                                             |
| تشاد                                            | 1,284,000     | 10,329,208                  | 8.0                     | إنجامينا                                          |
| الكونغو                                         | 342,000       | 4,012,809                   | 11.7                    | برازافيل                                          |
| الكونغو الديمقراطية                             | 2,345,410     | 68,692,542                  | 29.2                    | كينشاسا                                           |
| غينيا الإستوائية                                | 28,051        | 633,441                     | 22.6                    | مالابو                                            |
| الغابون                                         | 267,667       | 1,514,993                   | 5.6                     | ليبرفيل                                           |
| ساو تومي وبرينسيب                               | 1,001         | 212,679                     | 212.4                   | ساو توميه                                         |
| شمال إفريقيا:                                   | 8,533,021     | 211,087,622                 | 24.7                    |                                                   |
| الجزائر                                         | 2,381,741     | 40,400,000                  | 14.3                    | الجزائر                                           |
| مصر                                             | 1,001,450     | 83,082,869 total, Asia 1.4m | 82.9                    | القاهرة                                           |
| ليبيا                                           | 1,759,540     | 6,310,434                   | 3.6                     | طرابلس                                            |
| المغرب                                          | 710,850       | 36,828,33                   | 78.0                    | الرباط                                            |
| السودان                                         | 1,882,000     | 41,087,825                  | 21.8                    | الخرطوم                                           |
| جنوب السودان                                    | 600.000       | 8,000,000                   | 13.3                    | جوبا                                              |
| تونس                                            | 163,610       | 10,486,339                  | 64.1                    | تونس                                              |
| الأقاليم الأسبانية والبرتغالية في شمال إفريقيا: |               |                             |                         |                                                   |
| جزر الكناري (إسبانيا)                           | 7,492         | 1,694,477(2001)             | 226.2                   | لاس بالماس دي جران كناريا، سانتا كروس دي تينيريفه |
| سبتة(إسبانيا)                                   | 20            | 71,505(2001)                | 3,575.2                 | —                                                 |
| ماديرا (البرتغال)                               | 797           | 245,000(2001)               | 307.4                   | فونشال                                            |
| مليلية (إسبانيا)                                | 12            | 66,411(2001)                | 5,534.2                 | —                                                 |
| إفريقيا الجنوبية:                               | 2,693,418     | 56,406,762                  | 20.9                    |                                                   |
| بوتسوانا                                        | 600,370       | 1,990,876                   | 3.3                     | غابورون                                           |
| ليسوتو                                          | 30,355        | 2,130,819                   | 70.2                    | ماسيرو                                            |
| ناميبيا                                         | 825,418       | 2,108,665                   | 2.6                     | ويندهوك                                           |
| جنوب إفريقيا                                    | 1,219,912     | 49,052,489                  | 40.2                    | بلومفونتين، كيب تاون، بريتوريا                    |
| إسواتيني                                        | 17,363        | 1,123,913                   | 64.7                    | مبابان، لوبانبا                                   |
| غرب إفريقيا:                                    | 6,144,013     | 296,186,492                 | 48.2                    |                                                   |
| بنين                                            | 112,620       | 8,791,832                   | 78.0                    | بورتو نوفو                                        |
| بوركينا فاسو                                    | 274,200       | 15,746,232                  | 57.4                    | واغادوغو                                          |
| الرأس الأخضر                                    | 4,033         | 429,474                     | 107.3                   | برايا                                             |
| ساحل العاج                                      | 322,460       | 20,617,068                  | 63.9                    | آبيجان، ياموسوكرو                                 |
| غامبيا                                          | 11,300        | 1,782,893                   | 157.7                   | بانجول                                            |
| غانا                                            | 239,460       | 23,832,495                  | 99.5                    | اكرا                                              |
| غينيا                                           | 245,857       | 10,057,975                  | 40.9                    | كوناكري                                           |
| غينيا بيساو                                     | 36,120        | 1,533,964                   | 42.5                    | بيساو                                             |
| ليبيريا                                         | 111,370       | 3,441,790                   | 30.9                    | مونروفيا                                          |
| مالي                                            | 1,240,000     | 12,666,987                  | 10.2                    | باماكو                                            |
| موريتانيا                                       | 1,030,700     | 3,129,486                   | 3.0                     | نواكشط                                            |
| النيجر                                          | 1,267,000     | 15,306,252                  | 12.1                    | نيامي                                             |
| نيجيريا                                         | 923,768       | 149,229,090                 | 161.5                   | أبوجا                                             |
| سانت هيلينا                                     | 410           | 7,637                       | 14.4                    | جيمس تاون                                         |
| السنغال                                         | 196,190       | 13,711,597                  | 69.9                    | داكار                                             |
| سيراليون                                        | 71,740        | 6,440,053                   | 89.9                    | فريتاون                                           |
| توغو                                            | 56,785        | 6,019,877                   | 106.0                   | لومي                                              |
| المجموع                                         | 30,368,609    | 1,001,320,281               | 33.0                    |                                                   |

## وصلات خارجية
معلومات عامة
- إفريقيا على مشروع الدليل المفتوح
- غرفة المعلومات المتعلقة بإفريقيا والشرق الأوسط الولايات المتحدة، مكتبة الكونغرس
- إفريقيا- جنوب الصحراء الكبرى من جامعة ستانفورد
- المؤشر على إفريقيا من المجلس النرويجي للدراسات الإفريقية
- إفريقيا من معجم كولومبيا لأخبار العالم عبر الإنترنت
- مكتبة ألوكا (Aluka) الرقمية للموارد العلمية من إفريقيا وعنها.
- أطلس بيئتنا المتغيرة: إفريقيا من برنامج الأمم المتحدة للبيئة

 أطلس ويكيميديا حول Africa
التاريخ
- الممالك الإفريقية
- قصة إفريقيا من الخدمة العالمية لهيئة الإذاعة البريطانية
- تشارلز فينش: تكوين النيل
- الفن الإفريقي جنوب الصحراء الكبرى من الموسوعة العربية

وسائل الإعلام الإخبارية
- allAfrica.com الأخبار والأحداث والإحصاءات الحالية
- عين على إفريقيا من هيئة الإذاعة البريطانية بي بي سي

السياحة والسفر
- دليل السفر لإفريقيا في ويكي ترافيل